# M jak miłość
M jak miłość – polska telenowela obyczajowa emitowana na antenie TVP2 od 4 listopada 2000 roku.
Najliczniej oglądany serial i program telewizyjny w Polsce. Według danych AGB Nielsen Media Research w marcu 2005 roku serial osiągnął rekordową widownię ponad 12,5 mln. Twórcy M jak miłość byli nagrodzeni Telekamerą „TeleTygodnia” w kategorii Serial w 2004, 2005 i 2006 roku, za co w 2007 roku odebrali Złotą Telekamerę; poza tym w 2013 roku z okazji 1000. odcinka otrzymali Platynową Telekamerę. Jest to trzeci (po Klanie oraz Na dobre i na złe) najdłużej produkowany serial telewizyjny w Polsce.

## Fabuła
Serial przedstawia historię kilkupokoleniowej rodziny Mostowiaków. Akcja rozpoczyna się, gdy Barbara i Lucjan Mostowiakowie obchodzą 40. rocznicę ślubu, a ich córki szykują im z tej okazji przyjęcie w domu w Grabinie. Maria wraz z mężem Krzysztofem i synami-bliźniakami – Piotrem i Pawłem – wiedzie życie w Gródku, niewielkiej miejscowości koło Warszawy. Marta – duma rodziny – jest sędzią i mieszka z synem Łukaszem w Warszawie. Małgorzata, najmłodsza córka Barbary i Lucjana, bardzo przeżywa fakt, że nie dostała się na studia architektoniczne. Po nieobecności do domu wraca z Niemiec jedyny syn małżeństwa, Marek.

## Bohaterowie

### Obecni
- Barbara Mostowiak – matka Marii, Marty, Marka i Małgorzaty. Wraz z Lucjanem tworzyła udane małżeństwo przez 57 lat. Kobieta o ogromnym sercu[2], wzór babci i podpora dla całej rodziny. Wraz z mężem musiała zmierzyć się z pożarem własnego domu, którego dokonał chory psychicznie Rafał. Po śmierci męża popadła w rozpacz i wszystko straciło dla niej sens, a za namową bliskich postanowiła wyjechać z Grabiny, żeby załagodzić ból po stracie ukochanego. Po kilku miesiącach wróciła do domu i zaangażowała się w opiekę nad prawnukami.
- Mateusz Mostowiak – syn Marka i Hanki Mostowiaków. Urodził się w domu. Hanka nie mogła urodzić dziecka w szpitalu, gdyż Marek nie miał czym zabrać żony do szpitala. Mateusz, mając kilka miesięcy, został porwany przez Irenę Gałązkę, chorą psychicznie kobietę, która przed laty chciała adoptować Hankę. Na szczęście policja szybko odnalazła porywaczkę, a chłopczyk wrócił do rodziny. Mateusz zaprzyjaźnił się z Natalią, dziewczynką z domu dziecka, która po adopcji przez Marka i Hankę, została jego siostrą. Następnie zyskał kolejną starszą siostrę, Ulę, którą Mostowiakowie także postanowili adoptować. Po nagłej śmierci matki, Mateusz zaprzyjaźnił się z Antkiem, synem Ewy Kolędy, koleżanki swojego ojca. Wraz z nowym kolegą postanowił związać ojca z Ewą. W końcu chłopcy dopięli swego, a Marek i Ewa zaręczyli się. Właściwie rodziców chłopców zbliżyły kłopoty z dziećmi. Antek i Mateusz często sprawiali kłopoty, zwłaszcza w szkole. Wkrótce po ślubie Marka i Ewy, Mateusz wyjechał wraz z nimi i Antkiem do Australii. Po powrocie do Polski, mieszkał w domu rodzinnym. W klasie maturalnej ożenił się z Lilianą Banach (Mostowiak), ale dziewczyna zostawiła go dla innego. Po rozwodzie z Lilianną zdecydował się wstąpić do marynarki. Przez jakiś czas był marynarzem na statku tranzytowym, po czym wstąpił do wojska. Obecnie przebywa w warszawskich koszarach.
- Natalia Zarzycka (z domu Mostowiak) – adoptowana córka Hanki i Marka Mostowiaków. Jej przyjaciółką i przybraną siostrą jest Ula Mostowiak. Dziewczyna spędziła dzieciństwo w domu dziecka w Józefowie (w tym samym, w którym wychowała się Hanka i policjant). Hanka zobaczyła w Natalii siebie sprzed lat i postanowiła adoptować dziewczynkę. Natalia cierpiała na chorobę jelit, przez co kilkakrotnie przebywała w Centrum Zdrowia Dziecka. Po tragedii, jaką była dla Natalki śmierć Hanki, wraz z Ulą przeprowadziły się do swojej przybranej cioci, Anny. Obie dziewczyny uczęszczały do szkoły policyjnej. Dziewczyna zaszła w ciążę z Darkiem, który nie chciał mieć nic wspólnego z dzieckiem. Natalia postanowiła urodzić i wychować dziecko jako samotna matka. W dniu matury urodziła córeczkę Hanię w samochodzie Franka Zarzyckiego, w lesie. Od tego momentu pojawiło się między nimi uczucie i Franek, wraz z innymi członkami rodziny, pomagał w wychowywaniu dziecka Natalki. W 2017 roku wzięła ślub z Frankiem, z którym niedługo później się rozwiodła, po tym jak zdradził ją ze swoją byłą narzeczoną, Justyną. Razem z córką spędziła kilka lat w Australii. Obecnie mieszka z córką w leśniczówce, w Grabinie, i pracuje w miejscowym komisariacie policji.
- Artur i Maria Rogowscy – najstarsza córka Barbary Mostowiak i Zenona Łagody, ale przez całe życie wychowywał ją Lucjan Mostowiak. Prawdę o biologicznym ojcu poznała dopiero, gdy miała 40 lat, o co miała żal do rodziców[3], jednak z czasem im wybaczyła[4]. Z pierwszym mężem, Krzysztofem Zduńskim, ma synów-bliźniaków[5]: Piotra i Pawła. Gdy ich synowie byli nastolatkami, ponownie zaszła w ciążę, jednak córka, Maria, zmarła tuż po narodzinach[6] z powodu wady serca. Z zawodu jest pielęgniarką, a po śmierci Zenona Łagody została właścicielką przetwórni owoców w Grabinie[7]. Ku niezadowoleniu męża zaczęła zarządzać przetwórnią[8], co doprowadziło do kryzysu w jej małżeństwie[9] i wyprowadzki z domu Krzysztofa[10], który wkrótce nawiązał przelotny romans z Ewą Nowicką[11] oraz złożył pozew rozwodowy[12]. Ostatecznie parze udało się uratować małżeństwo. W ramach działań przetwórni owoców wraz z Michałem Łagodą uruchomiła rozlewnię wody mineralnej „Dar Grabiny”[13]. Po śmierci Krzysztofa popadła w depresję[14] i wróciła do rodziców do Grabiny[5] i przez bardzo długi czas nie dopuszczała do siebie myśli, że zwiąże się z jakimkolwiek mężczyzną, gdyż nadal myślała o Krzysztofie. O jej względy długo starał się Artur Rogowski, lekarz, z którym pracowała w przychodni. Ostatecznie Maria wzięła z nim ślub. Mają córkę, Barbarę. Po kilku latach sprzedali udziały w przychodni i wyjechali do siostry Artura do Oslo. Po pewnym czasie wrócili do Polski. W międzyczasie Artur nawiązał romans z Teresą. Gdy Maria dowiedziała się o zdradzie męża, zażądała rozwodu. Po zakończeniu małżeństwa związała się z przestępcą Robertem Bilskim, a Artur został poważnie poszkodowany w wypadku, który spowodowała jego była kochanka. Maria rozstała się z Bilskim, gdy ten trafił do aresztu. Po jego wyjściu z więzienia między nimi znów doszło do zbliżenia, lecz nie na długo, gdyż Bilski został aresztowany dożywotnio. Z czasem znów zbliżyła się do Artura, gdy pojawiły się u niego podejrzenia ciężkiej choroby. Dała byłemu mężowi drugą szansę i wkrótce ponownie wzięli ślub. Mieszkają w Grabinie w domu rodzinnym Marysi.
- Piotr i Kinga Zduńscy – Piotr jest synem Marii i Krzysztofa Zduńskich, ma brata-bliźniaka Pawła. Pracował w kancelarii prawnej Adama Wernera i Andrzeja Budzyńskiego. Kinga jest córką Krystyny i Zbigniewa Filarskich; jej ojciec był właścicielem firmy, w której pracował Krzysztof Zduński. Jest z wykształcenia psycholożką, pracowała w firmie konsultingowej, następnie zajęła się prowadzeniem „Bistro Za Rogiem”. Rodzice Kingi początkowo bylo przeciwni jej związkowi z Piotrkiem[15], dlatego zakochani spotykali się potajemnie[16][17], jednak gdy w wyniku wypadku samochodowego Kinga trafiła do szpitala[18] i chwilowo straciła wzrok, Filarscy zaczęli przychylnie patrzeć na ich związek. Wzięli ślub i doczekali się dwójki dzieci, Magdaleny (Lenki) i Mikołaja (Miśka). Przeżywali rodzinny dramat, gdy Lenka trafia do szpitala w wyniku zażycia dopalaczy, które znalazła niedaleko lokalu dilera, Jacka. Na szczęście wszystko dobrze się skończyło, lecz Piotrek, przez podrzucenie do lokalu amfetaminy, trafił do więzienia i stracił prawa do wykonywania zawodu. Był kierowcą, a następnie asystentem prezesa Jerzego Góreckiego, z którym współpracował. Po odbytej karze wrócił do pracy w kancelarii. Zaczęli z Kingą starania o kolejne dziecko, początkowo bezskutecznie, jednak później Zduńska zaszła w ciążę i urodziła córki-bliźniaczki: Zuzię i Emilkę. Gdy Piotr wyjechał do pracy za granicę, Kinga po zwolnieniu niani zdecydowała się oddać rolę menedżerki bistro Asi i zostać w domu z dziećmi. Coraz gorzej znosiła nieobecność męża. Po powrocie Piotra z zagranicy między małżonkami stanęła Kamila, koleżanka Piotra z kancelarii. Jednak Piotrek odrzucił Kamilę, i znów tworzą z Kingą udany związek.
- Paweł i Franciszka Zduńscy – brat-bliźniak Piotra. Jego wątek opiera się w dużej mierze na związkach z różnymi kobietami. U progu dorosłości pracował w warsztacie samochodowym, który okazał się magazynem skradzionych części[9], jednak gdy chciał ujawnić prawdę, został wrobiony w kradzież[10] i trafił do aresztu[19]. Następnie został zatrudniony jako kierowca w przetwórni swojej matki[20] i wraz z ojcem otworzył wypożyczalnię kaset wideo „Casablanca”. W tym okresie znalazł swoją pierwszą miłość – starszą o ponad 10 lat Teresę, która dla niego rozstała się z mężem[21]. Jego pierwsza żona – Joanna – była lekarzem weterynarii, rozwiedli się w wyniku zdrady Joanny z jej byłym kochankiem. Pracował w barze „Oaza”, a po zamknięciu lokalu przez właściciela, Janka Zawadzkiego, otworzył „Bistro Za Rogiem”. Przez oszusta Kubę Markowskiego został bankrutem. Wraz z ówczesną żoną Alą i jej córką Basią chciał wyjechać do Anglii w poszukiwaniu pracy, lecz ostatecznie wyprowadzili się do Grabiny. Był wspólnikiem Marka w przetwórni. Po ponad roku postanowili wrócić do stolicy, gdzie Paweł rozkręcił własną firmę, w której zatrudnił sekretarkę, Julię Kryszak. Z czasem do jego życia wróciła Teresa, jednak uczucie Pawła do niej zdążyło wygasnąć z biegiem lat. Po pewnym czasie wychodzi na jaw, że Ala jest w ciąży, ale z innym mężczyzną, a zdrada zakończyła się rozwodem. Po rozwodzie Paweł załamał się, wówczas pomogła mu Julka. Pracował w firmie transportowej Kaliny Marczewskiej i tymczasowo ożenił się z jej przyjaciółką, Gruzinką Katią Tatiszwili, która musiała uciekać z Gruzji przed swoim ojcem Otarem i narzeczonym Igorem. Związek Pawła z Julką rozpadł się. Basia próbowała zeswatać ojca z matką swojej przyjaciółki, lecz bezskutecznie. Paweł zaprzyjaźnił się z Franką, której pomógł uciec od niedoszłego męża. Przyjaźń przerodziła się w miłość, a Paweł oświadczył się ukochanej przy okazji góralskiej imprezy, a wkrótce wzięli ślub. Franka po długim oczekiwaniu zaszła w ciążę i spodziewa się syna, któremu nada imię Antoni Lucjan (drugie z myślą o dziadku Pawła, Lucjanie).
- Andrzej i Magdalena Budzyńscy – przyjaciółka Kingi Zduńskiej, była dziewczyna Pawła. Przez lekkie przeziębienie jej serce przestało prawidłowo funkcjonować, w wyniku czego musiała przejść przeszczep organu. Po rozstaniu z Pawłem była związana z Kamilem Grycem, z którym przed laty utraciła ciążę, jednocześnie romansowała z jego ojcem, Jerzym[22]. Spotykała się też z Kubą Ziobrem[22]. Następnie wzięła ślub z Aleksandrem Chodakowskim, z którym adoptowała Maćka Romanowskiego. Rozwiedli się po tym, jak Chodakowski zdradził ją z Anetą Kryńską. Została asystentką adwokata Andrzeja Budzyńskiego. Po jego rozwodzie z Martą Wojciechowską wzięli ślub, do którego próbował nie dopuścić Kamil Gryc. Bezskutecznie próbował rozbić związek Magdy i Andrzeja, jednak para wzięła ślub i Kamil odpuścił jej i Andrzejowi.
- Aleksander i Aneta Chodakowscy – Aleksander jest synem Grzegorza i Aleksandry, oraz bratem Marcina. Jest lekarzem ortopedą, pracował w prywatnej przychodni Marii Rogowskiej. Wziął ślub z Magdaleną Marszałek. Po pewnym czasie zdradza ją z lekarką Anetą Kryńską, z którą się związał, ale i ten związek przeszedł perypetie, gdyż Olek okazał się być kobieciarzem. Przez niefortunny upadek doznał poważnej kontuzji ręki, a jego kariera stanęła pod znakiem zapytania. Pomimo zwątpienia, poddaje się operacji. Spotykał się z Agnieszką, córką Teresy. Podczas rodzinnego wyjazdu do domku nad jeziorem, Artur Skalski podstępem wywabia Marcina do Warszawy. Olek zostaje sam z dziećmi i Izą, którą Skalski zamyka w jednym z pomieszczeń. Szaleniec atakuje Olka, a ten rani go szkłem w tętnicę udową, wskutek czego Artur umiera. Olek Chodakowski zeznaje jednak funkcjonariuszom policji, że Artur uciekł, a następnie zakopuje jego ciało w lesie. Aneta odkrywa sekret ukochanego, próbuje mu pomóc i uporać się z traumatycznym zdarzeniem. Jarosław Olewicz, sąsiad Marcina i Izy z domku letniskowego, był świadkiem zdarzenia i szantażował Olka. Ostatecznie, gdy ten pomaga jego żonie Elżbiecie w rehabilitacji, Jarosław Olewicz zawiera sojusz z Olkiem. Kamil zeznaje na niekorzyść mężczyzny i ten zostaje aresztowany. Aneta podrabia podpis partnera, by wziąć z nim ślub za kratkami. Niedługo po tym Olek wyjawia na rozprawie cała prawdę o zabójstwie. Podczas ostatecznej rozprawy Olek ku zadowoleniu wszystkich dostaje wyrok w zawieszeniu. Małżonkowie razem pracują w szpitalu.
- Izabela i Marcin Chodakowscy – bratanek Tomasza, syn Grzegorza i Aleksandry oraz starszy brat Aleksandra, ojciec Mai i Szymona. Trenuje boks i prowadzi agencję detektywistyczną. Jego narzeczoną była Katarzyna Mularczyk, która zmarła przez powikłania poporodowe. Następnie związał się z kuratorką Izabelą, która po wspólnie spędzonej nocy rozstała się dla niego ze swoim narzeczonym Arturem Skalskim. Marcin poprzez oddanie szpiku uratował życie tancerce Naomi, która wkrótce zostaje brutalnie zamordowana przez swojego kochanka, a Iza daje się zmanipulować Arturowi i obwinia chłopaka o morderstwo. Przez jego kłamstwa i okrucieństwa rozstają się, a Iza opuszcza Warszawę oraz zwalnia się z pracy. Niedługo potem wraca do spraw zawodowych i przypadkiem spotyka Chodakowskiego. Spędzają namiętną noc w hotelu, po której Marcin jednak zostawia ją samą, co doprowadza Izę do podjęcia próby samobójczej. Zostaje odratowana przez lekarzy. Następnie odkrywa, że jest z Marcinem w ciąży, informuje go o tym w liście, ale ten nie czyta go i wrzuca do niszczarki. Wraz z Jakubem Karskim chciał dopaść mordercę Tomka i ostatecznie zabił bandytę. Iza rodzi córkę, Maję, a Marcin odkrywa, że to jego dziecko, o czym nie wiedział przez manipulacje Artura. Skalski zaczął osaczać Izę, bił ją i zmusił do ślubu, zabrał jej dokumenty, komórkę i wywiózł do leśniczówki niedaleko Łodzi. Podczas ucieczki doszło do tragicznego wypadku, z którego Maja została uratowana, a Izę porwał silny nurt rzeki. Wszyscy byli przekonani o jej śmierci. Została odnaleziona przez niemieckich lekarzy. Była w śpiączce i walczyła o życie. Gdy wyzdrowiała, ponownie po wielu miesiącach, spędza z Marcinem pełną namiętności i miłości noc. Zamieszkali razem, a wkrótce wzięli ślub w Grabinie.
- Robert i Zofia Żakowie – przyjaciółka Barbary, wdowa po Włodku Kisielu, wieloletnim przyjacielu Lucjana. Pracowała w sklepie Marka, potem została wybrana na sołtysa. Największa plotkara we wsi. Została okradziona i straciła dom przez oszusta Roberta Żaka. Przez ponad rok mieszkała w domu Mostowiaków. Wyszła za mąż za Roberta, który został organistą i przewodniczącym kościelnego chóru. Para często się kłóci, głównie przez pomysły mężczyzny na szybki zarobek.
- Barbara Rogowska – córka Marii i Artura, przyrodnia siostra Piotrka i Pawła oraz wnuczka Basi Mostowiak i Zenona Łagody. Gdy była dzieckiem, wyjechała z rodzicami do Norwegii. Po rozwodzie rodziców zamieszkała z matką w Warszawie. Gdy jej rodzice wzięli ponownie ślub, wrócili i zamieszkali w Grabinie. Obecnie spotyka się z Igorem Pawłowskim.

### Dawni
- Lucjan Mostowiak – głowa rodziny Mostowiaków, z Barbarą tworzyli udane małżeństwo przez 57 lat. Uwielbiał pracować w swoim ukochanym sadzie oraz na roli[23], dlatego z trudem znosił chwilową przeprowadzkę do Gródka[17][24], która była spowodowana troską o jego zdrowie. Miał problemy z sercem[25][26]. Przyjaźnił się z Włodkiem Kisielem, z którym często grał w szachy. Zmarł we śnie, w szpitalu.
- Marta i Jacek Mileccy (z domu Marty – Mostowiak) – córka Lucjana i Barbary. Jest sędzią i dumą rodziny[1]. Ze względu na charakter swojej pracy bywa w niebezpieczeństwie[27]; raz została napadnięta i trafiła do szpitala, gdzie przebywała w śpiączce[15], z której w końcu się wybudziła[10]. Po wyjściu ze szpitala popadła w depresję[28] i zmagała się z uporczywymi bólami głowy[29], które starała się ukoić lekami, od których się uzależniła. Była związana z adwokatem Jackiem Mileckim, który zmagał się z uzależnieniem od hazardu[30]. Jednocześnie odnowiła kontakt z biologicznym ojcem Łukasza, ministrem Norbertem Wojciechowskim[31], a z czasem ponownie się z nim związała[26]. By stworzyć prawdziwy dom dla Łukasza, chciała wyjść za Norberta[32], jednak z czasem zerwała zaręczyny i wróciła do Jacka, z którym niedługo potem wzięła ślub[32]. Po rozwodzie z Mileckim przez kilka miesięcy tworzyła nieformalny związek z Rafałem Lubomskim[32]. Rafał rozstał się z Martą gdy ta zaczęła znów spotykać się z Norbertem i zaszła z nim w ciążę. Niedługo potem urodziła córkę, Annę. Po śmierci Norberta, który zginął w katastrofie lotniczej, przez bardzo długi czas była sama. O jej względy starał się sąsiad Szymon, którego poznała w momencie gdy ten uratował życie Ani, jednak Marta nie była pewna swych uczuć do niego i nie chciała angażować się w poważną relację z lekarzem, uważając go tylko za przyjaciela. W międzyczasie poznała adwokata Andrzeja Budzyńskiego, który po kilku miesiącach znajomości oświadczył się jej. Tuż przed ślubem Andrzej zdradził Martę z Agnieszką Olszewską, skutkiem czego była ciąża, jednak Olszewska poroniła. Marta dowiedziała się o tym fakcie po ślubie i długo nie potrafiła wybaczyć Andrzejowi. Chcąc przeanalizować kilka spraw, wyjechała z synem do Kolumbii. Po powrocie do Polski wyjawiła Andrzejowi, że już go nie kocha, po czym ponownie wyjechała do Kolumbii, zabierając ze sobą córkę. Jakiś czas później rozwiodła się z mężem. Po ponad roku wróciła z dziećmi do Polski. Zachorowała na niewydolność nerek, ale obyło się bez operacji. Ponownie związana z Jackiem Mileckim, które później, po wielu lekkich perturbacjach, brali drugi ślub.
- Łukasz Wojciechowski – syn Marty Mostowiak i Norberta Wojciechowskiego[33]. Długo nie wiedział o tym, że jego ojciec żyje[34], ponieważ matka zataiła to, tłumacząc się faktem, że Norbert odmówił oddania swojej krwi, gdy Łukasz walczył o życie po porodzie. Będąc nastolatkiem, poznał swojego ojca[35] i nawiązał z nim dobre relacje. W wyniku nieszczęśliwego wypadku samochodowego, podczas którego prowadził motocykl, zginęła jego przyjaciółka. Po tym wydarzeniu załamał się i zrezygnował ze studiów medycznych. Wyjechał do Kolumbii ze swoją ówczesną dziewczyną. Po pięciu latach wrócił do Polski, gdzie poznał Katię, w której się zakochał. Po ich jedynej wspólnej nocy dziewczyna zaszła w ciążę. Niedługo później zostaje porzucony przez ukochaną. Katia rodzi córkę, Natalię. Łukasz zaczyna czuć miłość do Agi, lecz ta postanawia wyruszyć w podróż dookoła świata. Łukasz zakochał się w Patrycji, przyjaciółce jego matki. Niedługo potem Patrycja zachodzi w ciążę, i wmawia mu, że ojcem jej dziecka jest jej mąż. Pracuje jako fizjoterapeuta. Wyjechał z Patrycją do Włoch, ale na chwilę wrócił do Polski na ślub Marty i Jacka.
- Marek Mostowiak – jedyny syn Barbary i Lucjana Mostowiaków. Przez rok pracował w Niemczech. Po powrocie do ojczyzny nie został serdecznie powitany przez rodzinę, ponieważ często wdawał się w tarapaty i narażał ich na straty finansowe. Był zaręczony z kelnerką Kasią[36], jednak porzucił ją dla Hanki Walisiak, którą poślubił w tajemnicy przed rodziną[37]. Wkrótce się rozstali, lecz dali sobie drugą szansę ze względu na ciążę Hanki[38]. Po pojednaniu i narodzinach syna Mateusza[39] wzięli ślub kościelny[12]. Po kilku latach adoptowali dwie dziewczynki: Natalię i Ulę. Marek miał kilkumiesięczny romans ze swoją pierwszą miłością, Grażyną Raczyńską[40]. Hanka długo nie mogła mu tego wybaczyć i wyprowadziła się do Warszawy, jednak pogodzili się i dali sobie drugą szansę. Po jej śmierci przez długi czas nosił w sercu żałobę, nie potrafił zaopiekować się dziećmi i pracować. Z czasem pogodził się ze śmiercią żony. Poślubił Ewę Kolęde, z którą wychowywał jej syna Antka z poprzedniego związku. Marek ukrywał przed całą rodziną, że miał czerniaka. Gdy Ewa dowiaduje się o chorobie, wspiera Marka z całych sił. Ostatecznie wyzdrowiał. Wyjechał do Australii, gdzie Ewa otrzymała propozycję nadzorowania grantu za granicą.
- Hanka Mostowiak z domu Walisiak – pierwsza żona Marka Mostowiaka. Gdy miała trzy lata, uczestniczyła w wypadku samochodowym, w którym zginęli jej rodzice. Wychowywała się w domu dziecka, gdzie zaprzyjaźniła się z Jolą Kowalską i Marcinem Polańskim, który był jej młodzieńczą miłością. Przez całą młodość obwiniała rodzinę Mostowiaków o śmierć rodziców, dlatego postanowiła się na nich zemścić, próbując wejść w posiadanie rodzinnej ziemi w Grabinie poprzez ślub z ich synem. Początkowo tylko udawała uczucie do Marka[41], jednak wraz z upływem czasu naprawdę się w nim zakochała i stworzyła z nim rodzinę[42]. Pracowała jako kelnerka[43], następnie została zatrudniona jako sekretarka w przetwórni owoców Zenona Łagody. Po rozstaniu z Markiem szukała wsparcia u Jana Rogowskiego[44], świadka na jej ślubie cywilnym z Markiem, oraz Ireny Gałązkowej[7], która w przeszłości adoptowała ją, jednak szybko oddała do domu dziecka, po czym zachorowała psychicznie[45][46]. Początkowo sprytna i przebiegła[47], po nieudanej próbie samobójczej[48] przeszła wewnętrzną przemianę i stała się wzorową żoną i matką. Po narodzinach syna Mateusza wzięła z Markiem ślub kościelny[12], później zaadoptowali dwie dziewczynki, Natalię i Ulę. Zmarła w wyniku pęknięcia tętniaka po wypadku samochodowym.
- Ewa Mostowiak (Kolęda) – druga żona Marka Mostowiaka. Dwukrotnie walczyła o życie, m.in. przebyła chorobę nowotworową. Po wielu latach do Polski powraca jej były mąż, Krzysztof Szefler, który chce poznać swojego syna, Antka. Ewa spodziewała się dziecka z Markiem, jednak wkrótce straciła ciążę. W trudnym czasie może liczyć na wsparcie Mostowiaków. Znajduje w kościele porzuconą dziewczynkę, Ewunię, której matką jest zbuntowana nastolatka, Olka; dziewczynka po jakimś czasie wraca do biologicznej rodziny.
- Franek Zarzycki – leśniczy w Grabinie, został porzucony przed ołtarzem przez Justynę. Następnie wiąże się z Natalią Mostowiak, wcześniej przyjął poród jej córki w lesie. Na ich drodze stała Ula Mostowiak, która sama była zakochana w leśniczym. Po niedługim czasie Natalia i Franek zaręczają się i biorą ślub. Wyjechali w Bieszczady, a po kolejnych zawirowaniach związanych z Justyną postanowili na zaproszenie Marka wyjechać do Australii, żeby wspólnie rozkręcić rodzinny biznes. Po kilku latach Franek rozwiódł się z Natalią i pozostał w Australii, aby dalej kontynuować założony biznes. Natalia po rozwodzie z Frankiem wróciła do Polski.
- Małgorzata Chodakowska (Mostowiak) – najmłodsza córka Lucjana i Barbary[1], matka chrzestna Mateusza Mostowiaka[12]. Była związana z Michałem Łagodą, który porzucił ją po wyjeździe do USA z uwagi na swoje poważne problemy finansowe[49]. Po zdaniu matury wyjechała do Warszawy, gdzie podjęła kursy przygotowawcze na studia na wydziale architektury krajobrazu[50]. Jeszcze przed rozpoczęciem studiów rozpoczęła pracę u swojego wykładowcy, architekta Konrada Badeckiego[3]. Nawiązuje z nim romans[25], jednak skończyła go, gdy odkryła, że Badecki ma żonę[51]. Po oblaniu egzaminów u Badeckiego i jego przyjaciela porzuciła studia[52] i wróciła do Grabiny[53], gdzie zamieszkała z Łagodą[49], choć odrzuciła jego propozycję wzięcia ślubu[54]. Ostatecznie zmieniła zdanie i wyszła za Michała. Znalazła zatrudnienie w przetwórni Marii Zduńskiej, później wraz z mężem prowadziła własny biznes agroturystyczny. Po rozstaniu z Łagodą, spowodowanym jego homoseksualnym romansem[55][56], związała się z niemcem Stefanem Müllerem[14], jednak ich małżeństwo po roku się rozpadło[57]. Po rozwodzie ze Stefanem nie chciała się z nikim wiązać, bo uważała, że nie nadaje się do związku. W niezbyt sprzyjających okolicznościach, poznała taksówkarza Tomasza Chodakowskiego z którym się związała. Kilka miesięcy przed ślubem, Tomek całował się z Martą Wojciechowską, co oboje ukrywali, jednak Tomek przyznał się do tego incydentu narzeczonej. Po pewnym czasie Gosia wybaczyła mu i siostrze. Para miała dwójkę dzieci; adoptowaną Zosię, córkę zmarłych przyjaciół Tomka i syna Wojtka. Po latach w życiu Małgosi pojawił się Michał, z którym zdradziła męża, efektem czego była ciąża, i wyjechała wraz z nim do Stanów, gdzie rozpoczęli przygotowania do kolejnego ślubu. Po wypadku na autostradzie, utracie ciąży i śmierci Łagody zniknęła bez śladu i wmieszała się w działalność sekty. Ze względu na problemy zdrowotne trafiła do szpitala psychiatrycznego. Po jakimś czasie Maria otrzymuje wiadomość, że Małgosia wypisała się ze szpitala i nie chce utrzymywać kontaktu z rodziną.
- Michał Łagoda – przyrodni brat Marii od strony ojca, Zenona Łagody. Spotykał się z Małgosią Mostowiak, jednak porzucił ją ze względu na problemy finansowe, z którymi borykał się po wyjeździe do USA. Mieszkając w Ameryce, pracował w biznesie pornograficznym[56]. Po powrocie do kraju został wiceprezesem przetwórni owoców Marii Zduńskiej oraz wspólnie uruchomili rozlewnię wody mineralnej „Dar Grabiny”[13]. W międzyczasie znów związał się z Małgorzatą i wziął z nią ślub, ale został porzucony przez homoseksualny romans z Grzegorzem Górskim[55][56]. Po rozwodzie z Gosią, kolejny raz wyjechał do Stanów na kilka lat. Później był dyrektorem szpitala i właścicielem przychodni „Maria-Med”. Związał się formalnie z Grażyną Raczyńską, która zdradzała go z Markiem Mostowiakiem[58]. Po latach nawiązał kontakt ze swoją pierwszą żoną, którą uwiódł i wyjechał z nią do Stanów. Wskutek wypadku samochodowego w którym oboje brali udział, zapadł w śpiączkę i niedługo później zmarł w szpitalu w Los Angeles.
- Krzysztof Zduński – mąż Marii Mostowiak, ojciec Pawła i Piotra. Po latach odnowił relacje z matką. Prowadził hurtownię ze swoim wspólnikiem, Robertem Kozielskim. Był niezadowolony, gdy Maria zajęła jego miejsce w roli prezesa przetwórni po Zenonie Łagodzie[8], przez co przeżywał kryzys w małżeństwie[9] i wyprowadził się z domu[10]. W tym czasie nawiązał przelotny romans z Ewą Nowicką, swoją podwładną w hurtowni[11], niedługo później złożył pozew rozwodowy[12]. Ostatecznie rozstał się z kochanką i uratował swoje małżeństwo[53]. Po sprzedaży hurtowni przez Renatę Kozielską, żonę Roberta Kozielskiego, stracił pracę[59], po czym zdecydował się na prowadzenie z synem Pawłem wypożyczalni kaset wideo „Casablanca”. Po zamknięciu wypożyczalni, zatrudnił się w firmie teścia Piotrka, Zbigniewa Filarskiego. Następnie pracował krótko jako przedstawiciel handlowy u Roberta Zakrzewskiego, męża Renaty, przyjaciółki Marysi. Zmarł na zawał serca[5].
- Kuba Ziober – były współlokator Kingi Zduńskiej i Magdy Marszałek[60]. Pracował w policji. Jego żoną była Olga, która porzuciła go dla Portugalczyka imieniem Roberto. Związany również z Nataszą, która zmarła na białaczkę. Po jej śmierci zamieszkał w klasztorze, z czasem za namową przyjaciół wyjechał do Niemiec. Ma adoptowanego syna, Krzysia.
- Irek Podleśny – kolega Olgi ze szkoły i biologiczny ojciec Krzysia. Przez wiele lat nie wiedział, że ma syna. Odbywał wyrok w więzieniu. Był i obecnie znów jest związany z Mirką. Ojciec chrzestny Mikołaja.
- Mirka Kwiatkowska – bizneswoman, najlepsza przyjaciółka i dawna szefowa Kingi oraz Piotrka. Związana była z Irkiem, Krzysztofem i Pawłem, następnie znów z Irkiem. Osoba zdecydowana i bezkompromisowa. Matka chrzestna Mikołaja.
- Katarzyna Mularczyk – prowadziła restaurację wraz z wujkiem, który został zamordowany. Pracowała w redakcji gazety i w firmie ojca Marcina. Była przyjaciółką Mostowiaków. Po śmierci Hanki próbowała pomóc Markowi w opiece nad dziećmi. Była związana z Marcinem Chodakowskim. Zmarła w szpitalu, do którego trafiła w stanie przedrzucawkowym, rodząc przez cesarskie cięcie syna, Szymka, którego ojcem jest Marcin.
- Jane „Janka” Bufford – wnuczka Hanny, siostry Lucjana. Walczyła o pieniądze, których wart jest dom Mostowiaków, na operację dla Eryki – siostry chorej na oponiaka. Jest obywatelką Stanów Zjednoczonych. Przyjaźniła się z Pawłem Zduńskim. Pracowała w sklepie Marka w Grabinie. Zakochana w Marcinie Chodakowskim, co jest przyczyną jej konfliktu z siostrą. Po śmierci ukochanej Marcina stara się mu pomóc. Po nieudanym planie zostania nianią Szymka wyjeżdża do Stanów, do swojej siostry Eryki.
- Anna Gruszyńska – przyrodnia siostra Hanki Mostowiak. Przez moment związana z Markiem Mostowiakiem. Prowadziła pensjonat w Grabinie z pomocą Marzenki i Andrzejka, który przepisała Uli. Była zaręczona z Adamem Wernerem. Wyjechała do Nicei, gdzie prowadzi drugi pensjonat.
- Agnieszka Olszewska – prokurator, dawna miłość i współpracownica Tomasza Chodakowskiego. Miała romans z Andrzejem Budzyńskim, z którym była w ciąży. Po rozstaniu Tomka z Małgosią związała się z nim na nowo. Zachodzi w ciążę po namiętnej nocy z Tomkiem, ucieknąwszy sprzed ołtarza Robertowi. Urodziła córkę, Helenę. Była związana z pediatrą Karolem. Zostaje świadkową Joanny Tarnowskiej na ślubie z Tomkiem. Bardzo przeżyła śmierć mężczyzny, przez co miała poważne problemy w pracy. Joasia stała się jej najlepszą przyjaciółką i bardzo się wspierają. Miała krótki romans z bratankiem Tomka, Olkiem.
- Joanna Chodakowska (Tarnowska) – była opiekunką Wojtusia, syna Tomasza i Małgosi, córki Lucjana i Barbary Mostowiaków. Wykorzystała fakt, iż jest podobna do Małgosi, użyła jej paszportu i przywiozła małego Wojtusia do Polski. Niedługo potem związała się z Tomkiem, z którym wychowywała jego dzieci. Przed ślubem Tarnowska straciła do niego zaufanie, po tym jak Tomek w końcu wyjawił, że Agnieszka urodziła mu córkę, Helenkę. Na szczęście kryzys został pokonany i narzeczeni zaczęli planować ślub. Pomimo wszystko Asia wybrała na świadkową Agnieszkę. Wzięli ślub w Grabinie, gdzie wesele zostało zorganizowane w siedlisku Anny. Wkrótce Tomek Chodakowski zostaje raniony nożem przez Mariusza Głowackiego, brata gangstera, który został postrzelony w czasie sylwestrowej akcji. Tomasz umiera w szpitalu. Po tragedii Joanna wyjechała z dziećmi do Francji. Zosia została tam na dłużej, by kontynuować naukę, a Joasia i Wojtek po jakimś czasie wrócili do Polski. Z pomocą bliskich wprowadzili się do domu przy ul. Wietrznej, gdzie zaprzyjaźnili się z sąsiadem Michałem Ostrowskim, autorem kryminałów. Asia zaczęła związek z sąsiadem, lecz ten wyjechał za granicę. Wkrótce poznała Leszka Krajewskiego, z którym zaczęła związek. Niestety relacja rozpadła się przez byłą żonę Leszka. Za sprawą Wojtka Asia znów zbliżyła się do Michała. Po namiętnej nocy z Michałem Asia była przekonana, że zaszła w ciążę. Jednak dowiedziała się, że Michał oszukał ją w sprawie Leszka, który miał wypadek w Bieszczadach o czym Michał bardzo dobrze wiedział. Asia decyduje się samotnie wyjechać do domu ojca we Francji, gdzie okazuje się, że nie jest w ciąży, a podwyższone hormony mogą być oznaką poważnej choroby. Wkrótce Wojtek dołączył do Asi.
- Marzena i Andrzej Lisieccy – dawna wspólniczka Marka Mostowiaka w sklepie z bielizną oraz przyjaciel Marcina Chodakowskiego, którego poznał podczas treningów na siłowni. Zakochali się w sobie i wzięli ślub. Pomagają Uli w prowadzeniu siedliska. Długo starali się o dziecko, ostatecznie doczekali się narodzin córki, Kaliny. Andrzej znalazł pracę w policji. Po utracie siedliska przez Ulę zostają zmuszeni do wyprowadzki z siedliska. Rozpoczynają budowę własnego domu, jednak jej nie dokańczają. Oboje zginęli w wypadku samochodowym spowodowanym przez pijanego Mariusza Jaszewskiego.
- Urszula Lisiecka – adoptowana córka Marka i Hanny Mostowiaków. Przeżyła nastoletni wiek i pierwsze miłości w Grabinie. Po śmierci Hanki zamieszkała z Anną w Warszawie. Jest bardzo odważna i pomysłowa, nie boi się wyznawać swoich uczuć. Po kilku latach wróciła na wieś i została właścicielką „Siedliska”, które wcześniej należało do Anny. Związała się z policjantem Jankiem Morawskim, z którym była zaręczona. Z czasem zakochała się jednak w Bartku, bracie Andrzejka, którego polubiła. Wychowywała wraz z nim Kalinę – córkę Andrzejka i Marzenki, którzy zginęli tragicznie w wypadku spowodowanym przez pijanego kierowcę. Po pewnym czasie Ula wyjechała na stałe do Australii i rozwiodła się Bartkiem.
- Ala Wrońska – siostra Roberta, po jego śmierci zamieszkała w Lipnicy razem ze swoim wujkiem księdzem proboszczem z Grabiny. Bliska przyjaciółka Mateusza oraz Lilki, aktualnie pracuje w bistro Kingi.

## Obsada

### Obecna obsada (główna i drugoplanowa)
| Aktor                         | Rola                                              | Status             |
| ----------------------------- | ------------------------------------------------- | ------------------ |
| Teresa Lipowska               | Barbara Mostowiak                                 | od 2000            |
| Małgorzata Pieńkowska         | Maria Rogowska                                    | od 2000            |
| Robert Moskwa                 | Artur Rogowski                                    | od 2004            |
| Rafał Mroczek                 | Paweł Zduński                                     | od 2000            |
| Dominika Kachlik              | Franka Zduńska                                    | od 2020            |
| Marcin Mroczek                | Piotr Zduński                                     | od 2000            |
| Katarzyna Cichopek            | Kinga Zduńska                                     | od 2000            |
| Hanna Mikuć                   | Krystyna Filarska-Marszałek                       | od 2001            |
| Dominika Suchecka             | Natalia Mostowiak (#2)                            | od 2023            |
| Rafał Kowalski                | Mateusz Mostowiak (#2)                            | od 2025            |
| Anna Mucha                    | Magdalena Budzyńska                               | od 2003            |
| Krystian Wieczorek            | Andrzej Budzyński                                 | od 2008            |
| Krystian Wieczorek            | pracownik firmy prowadzonej przez Justynę Badecką | 2004               |
| Małgorzata Rożniatowska       | Zofia Kisiel-Żak                                  | od 2013            |
| Krzysztof Tyniec              | Robert Żak                                        | od 2017            |
| Mikołaj Roznerski             | Marcin Chodakowski                                | od 2012            |
| Michalina Sosna               | Kama                                              | od 2023            |
| Michalina Sosna               | pani Beatka                                       | 2017               |
| Maurycy Popiel                | Aleksander Chodakowski                            | od 2014            |
| Ilona Janyst                  | Aneta Chodakowska                                 | od 2017            |
| Małgorzata Pieczyńska         | Aleksandra Chodakowska                            | od 2013            |
| Hanna Śleszyńska              | Iwona Kryńska-Argasińska                          | od 2020            |
| Karol Strasburger             | Jerzy Argasiński                                  | od 2020            |
| Robert Gonera                 | Jacek Milecki                                     | 2000–2006, od 2023 |
| Marcin Bosak                  | Kamil Gryc                                        | 2003–2006, od 2019 |
| Melania Grzesiewicz           | Anita Laskowska                                   | od 2020            |
| Jacek Kopczyński              | Adam Werner                                       | od 2011            |
| Hanna Turnau                  | Sylwia Kostecka                                   | od 2022            |
| Ewa Kolasińska                | pani Ola                                          | od 2024            |
| Krzysztof Kwiatkowski         | Jakub Karski                                      | od 2017            |
| Paulina Lasota                | Katarzyna Karska                                  | od 2020            |
| Sławomir Holland              | Stanisław Popławski                               | od 2001            |
| Dorota Chotecka-Pazura        | Krystyna Popławska                                | od 2019            |
| Jakub Kucner                  | Rafał Stadnicki                                   | od 2019            |
| Patryk Szwichtenberg          | Adam Karski                                       | od 2023            |
| Patryk Szwichtenberg          | programista Karol                                 | 2022               |
| Arkadiusz Smoleński           | Bartłomiej Lisiecki                               | od 2018            |
| Iwona Rejzner                 | Dorota Kawecka                                    | od 2023            |
| Bartłomiej Nowosielski        | Tadeusz Kiemlicz                                  | od 2021            |
| Katarzyna Kołeczek            | Jagoda Kiemlicz                                   | od 2022            |
| Stefan Friedmann              | Józef Modry                                       | od 2018            |
| Karina Woźniak                | Barbara Rogowska (#3)                             | od 2020            |
| Igor Pawłowski                | Michał                                            | od 2024            |
| Gabriela Raczyńska            | Barbara Zduńska                                   | od 2013            |
| Paweł Janyst                  | ksiądz Grzegorz                                   | od 2023            |
| Dariusz Toczek                | grabarz Leon                                      | od 2020            |
| Paulina Chruściel             | Judyta Kosowska                                   | od 2024            |
| Adriana Kalska                | Izabela Chodakowska                               | od 2015            |
| Philippe Tłokiński            | Radek                                             | od 2022            |
| Philippe Tłokiński            | Krystian Proć                                     | 2013               |
| Ewelina Kudeń-Nowosielska     | Weronika Stępień                                  | od 2021            |
| Dorota Kamińska               | Anna Lerman                                       | od 2024            |
| Aleksandar Milićević          | mecenas Marek Rotkiewicz                          | od 2023            |
| Marta Chodorowska             | Julia Malicka                                     | od 2022            |
| Michał Pszeniczny             | ojciec Nadii                                      | od 2023            |
| Alina Szczegielniak           | Ania, siostra Kamy                                | od 2023            |
| Marcin Zarzeczny              | sąsiad Wiesław                                    | od 2021            |
| Piotr Majerczyk               | Jędrzej Gutowski                                  | od 2021            |
| Elżbieta Firek                | Hanna Gutowska                                    | od 2024            |
| Helena Sujecka                | Karolina Gutowska                                 | od 2024            |
| Magdalena Turczeniewicz       | Martyna Wysocka                                   | od 2024            |
| Magdalena Waligórska-Lisiecka | Viola                                             | od 2024            |
| Mateusz Mosiewicz             | Mariusz Sanocki                                   | od 2024            |
| Klaudia Kulinicz              | pielęgniarka Laura                                | od 2020            |
| Lidia Pronobis                | Agata                                             | od 2024            |
| Adrian Załęgowski             | Witek                                             | od 2023            |
| Zuzanna Fijewska              | Irena, matka Witka                                | od 2023            |
| Magdalena Wieczorek           | Justyna Stawska                                   | od 2023            |
| Elżbieta Kijowska             | Aniela                                            | od 2022            |
| Marta Bizoń                   | Jola Kędzierska                                   | od 2024            |
| Wojciech Duryasz              | Jan Mokrzycki                                     | od 2025            |
| Artur Paczesny                | Święcicki                                         | od 2024            |
| Piotr Szwedes                 | Norbert Michalski                                 | od 2025            |
| Mateusz Rusin                 | Dariusz Hoffman                                   | od 2025            |
| Stanisław Brejdygant          | Kosowski                                          | od 2025            |
| Miłosz Kwiecień               | Kamil Banach                                      | od 2019            |
| Wiktoria Basik                | Hania Mostowiak-Zarzycka (#2)                     | od 2023            |
| Olga Cybińska                 | Magdalena „Lenka” Zduńska (#2)                    | od 2022            |
| Aleksander Bożyk              | Mikołaj Zduński (#2)                              | od 2018            |
| Julia Kempka                  | Zuzia Zduńska                                     | od 2019            |
| Marcelina Kempka              | Emilia Zduńska                                    | od 2019            |
| Stanisław Szczypiński         | Szymon Chodakowski                                | od 2015            |
| Laura Jankowska               | Maja Chodakowska (#2)                             | od 2019            |
| Tymon Szkopek                 | Borys Chodakowski                                 | od 2022            |
| Hanna Nowosielska             | Pola Gryc, córka Kamila i Weroniki                | od 2020            |
| Mira Faleniuk                 | Nadia                                             | od 2023            |
| Borys Wiciński                | Grzesiek                                          | od 2024            |
| Bartosz Ziewiec               | Kacper                                            | od 2024            |
| Adrian Brząkała               | Krzysiek                                          | od 2024            |
| Nadia Smyczek                 | Sara Hoffman                                      | od 2025            |
| Klara Madeńska                | Dorotka Kiemlicz                                  | od 2025            |

### Poprzedni członkowie obsady
| Aktor                       | Rola                                                     | Status                                     |
| --------------------------- | -------------------------------------------------------- | ------------------------------------------ |
| Dominika Ostałowska         | Marta Mostowiak-Milecka                                  | 2000–2025                                  |
| Jakub Józefowicz            | Łukasz Wojciechowski (#3)                                | 2019–2024                                  |
| Alżbeta Lenska              | Patrycja Argasińska                                      | 2020–2024                                  |
| Tomasz Dedek                | Jarosław Olewicz                                         | 2019–2024                                  |
| Tomasz Dedek                | Robert Kozielski                                         | 2000–2001                                  |
| Gabriela Świerczyńska       | Anna Wojciechowska (#4)                                  | 2019–2024                                  |
| Stanisław Dusza             | Jasiek                                                   | 2020–2024                                  |
| Franciszek Przanowski       | Maciej Romanowski                                        | 2014–2024                                  |
| Alicja Ostolska             | Ala Wrońska                                              | 2019–2024                                  |
| Mikołaj Bartosiewicz        | Arek Karnowski                                           | 2019–2023                                  |
| Łukasz Garlicki             | Artur Nowakowski                                         | 2023–2024                                  |
| Hanna Konarowska-Nowińska   | Ela                                                      | 2023–2024                                  |
| Monika Mielnicka            | Liliana Mostowiak                                        | 2018–2024                                  |
| Paweł Parczewski            | Wojciech Majer                                           | 2024                                       |
| Agnieszka Wagner            | Joanna Michalska                                         | 2023                                       |
| Kateryna Fareniuk           | Milena                                                   | 2023                                       |
| David Gamtsemlidze          | Otar Tatirszwili                                         | 2018–2020, 2022                            |
| Fryderyka Molenda           | Alicja Leśniewska                                        | 2022                                       |
| Anna Grycewicz              | aplikantka                                               | 2003–2004                                  |
| Anna Grycewicz              | Dagmara                                                  | 2022                                       |
| Emil Karewicz               | Zenon Łagoda                                             | 2000–2001                                  |
| Ilona Ostrowska             | Sylwia Markowska                                         | 2001                                       |
| Monika Jarosińska           | pielęgniarka Jagoda                                      | 2000–2002                                  |
| Rafał Królikowski           | Konrad Badecki                                           | 2001–2002                                  |
| Sławomir Orzechowski        | Tadeusz Gałązka                                          | 2001–2002                                  |
| Hubert Zduniak              | Jan Rogowski                                             | 2001–2002                                  |
| Edward Żentara              | Tomasz Kamiński                                          | 2000–2003                                  |
| Henryk Talar                | Wiktor Gradoń                                            | 2000–2003                                  |
| Paweł Małaszyński           | Marcin Polański-Van Burgen                               | 2003                                       |
| Włodzimierz Press           | Aleksander Szczepański                                   | 2003                                       |
| Bronisław Wrocławski        | Roman Lasota                                             | 2003                                       |
| Jakub Wieczorek             | Patrycjusz Sobak                                         | 2003                                       |
| Natalia Rybicka             | Eliza                                                    | 2003                                       |
| Monika Dryl                 | Sylwia Żak                                               | 2003                                       |
| Bogusław Sochnacki          | mężczyzna podający się za Mariana Łagodę, stryja Michała | 2003                                       |
| Waldemar Kownacki           | pisarz Zbigniew Napiórkowski                             | 2003                                       |
| Barbara Horawianka          | Jadwiga Zduńska                                          | 2001–2004                                  |
| Dorota Sadowska             | Justyna Badecka                                          | 2001–2004                                  |
| Dorota Landowska            | Mariola Radomska                                         | 2003–2004                                  |
| Joanna Liszowska            | pielęgniarka Zuzanna                                     | 2003–2004                                  |
| Joanna Jeżewska             | Magdalena Rudnik                                         | 2002–2005                                  |
| Iwan Komarenko              | Sasza Maksymowicz                                        | 2004–2005                                  |
| Katarzyna Herman            | Iwona Majer                                              | 2004–2005                                  |
| Marta Walesiak              | Klara Sobieszczańska                                     | 2004–2005                                  |
| Janusz Zakrzeński           | Michał Dziduszko                                         | 2005                                       |
| Franciszek Przybylski       | Łukasz Wojciechowski (#1)                                | 2000–2006                                  |
| Cezary Morawski             | Krzysztof Zduński                                        | 2000–2006                                  |
| Anna Zagórska               | Urszula „Zuza” Kowalska                                  | 2000–2006                                  |
| Ewa Wencel                  | Janina Nowicka                                           | 2002–2006                                  |
| Justyna Rabińska            | Agnieszka Makowska (#1)                                  | 2003–2006                                  |
| Jacek Bursztynowicz         | ojciec Stefana Mullera                                   | 2003, 2005-2006                            |
| Edward Lubaszenko           | Teodor Nowicki                                           | 2004–2006                                  |
| Marta Lipińska              | Elżbieta Nowicka                                         | 2005–2006                                  |
| Jan Janga-Tomaszewski       | Egon Rogala                                              | 2005–2006                                  |
| Andrzej Szopa               | Józef                                                    | 2005–2006                                  |
| Jerzy Schejbal              | Jerzy Gryc                                               | 2005–2006                                  |
| Beata Olga Kowalska         | Ania Kozakiewicz                                         | 2006                                       |
| Mariusz Sabiniewicz         | Norbert Wojciechowski                                    | 2000–2007                                  |
| Marek Kalita                | Janusz Kotowicz                                          | 2003–2008                                  |
| Agnieszka Perepeczko        | Simone Müller                                            | 2003–2007                                  |
| Monika Obara                | Elżbieta Müller                                          | 2004–2007                                  |
| Radosław Pazura             | Peter Schmidt                                            | 2004–2007                                  |
| Karolina Nolbrzak           | Oliwia                                                   | 2005–2007                                  |
| Justyna Amerlik             | Anna Wojciechowska (#1)                                  | 2006–2007                                  |
| Marcin Stec                 | Marcin Sadowski                                          | 2006–2007                                  |
| Mariusz Drężek              | Tadeusz Makowski                                         | 2003–2004, 2006–2007                       |
| Sławomira Łozińska          | Zofia Leszczyńska                                        | 2007                                       |
| Barbara Krafftówna          | Łucja                                                    | 2007                                       |
| Norbert Rakowski            | Antoni                                                   | 2007                                       |
| Lech Dyblik                 | Sylwek                                                   | 2007                                       |
| Dominika Chorosińska        | Ewa Nowicka                                              | 2002–2008                                  |
| Jacek Poniedziałek          | Rafał Lubomski                                           | 2003–2008                                  |
| Michał Chorosiński          | Leszek Skalski                                           | 2004–2008                                  |
| Marta Klubowicz             | Halina Marszałek                                         | 2004–2008                                  |
| Agnieszka Warchulska        | Alicja Schmidt                                           | 2004–2008                                  |
| Jan Jankowski               | Robert Zakrzewski                                        | 2004–2008                                  |
| Maciej Dancewicz            | barman Arkadiusz                                         | 2005–2008                                  |
| Krzysztof Bień              | Teodor Leszczyński                                       | 2006–2008                                  |
| Grażyna Leśniak-Dangel      | Honorata Porębska                                        | 2006–2008                                  |
| Anna Janocha                | Julia Porębska                                           | 2006–2008                                  |
| Martyna Peszko              | Celina                                                   | 2006–2008                                  |
| Marek Kaliszuk              | Bogdan                                                   | 2005, 2007–2008                            |
| Wojciech Medyński           | Michał                                                   | 2007–2008                                  |
| Marek Ślosarski             | Chojnacki                                                | 2008                                       |
| Wojciech Kuliński           | prokurator Tomasz Zawadzki                               | 2008                                       |
| Mariusz Ostrowski           | Grzegorz Winnicki                                        | 2008                                       |
| Monika Moskwa               | Agata Rogowska (#1)                                      | 2008                                       |
| Paweł Nowisz                | Marian Kalisiak                                          | 2000–2003, 2008-2009                       |
| Steffen Möller              | Stefan Müller                                            | 2002–2009                                  |
| Piotr Bajtlik               | Adam Leszczyński                                         | 2004–2009                                  |
| Marek Probosz               | Grzegorz Górski                                          | 2004–2009                                  |
| Nastazja Chorosińska        | Aleksandra Skalska                                       | 2004–2009                                  |
| Jadwiga Gryn                | Joanna Chrząszcz                                         | 2007–2009                                  |
| Jolanta Żółkowska           | Anna Jankowska                                           | 2007–2009                                  |
| Krzysztof Wieszczek         | Dariusz                                                  | 2007–2009                                  |
| Małgorzata Teodorska        | Adrianna Lech                                            | 2008–2009                                  |
| Krzysztof Ibisz             | Adam Butor                                               | 2008–2009                                  |
| Joanna Jędryka              | Krystyna Cholakowa                                       | 2000–2010                                  |
| Maja Hirsch                 | Izabela Marczak                                          | 2001–2010                                  |
| Jerzy Gudejko               | Mariusz Żurawski                                         | 2006–2010                                  |
| Marieta Żukowska            | Marzena Sadowska                                         | 2006–2010                                  |
| Joanna Gleń                 | Karolina                                                 | 2006–2010                                  |
| Joanna Król                 | Beata                                                    | 2006–2010                                  |
| Mariusz Zalejski            | Aleksander Radosz                                        | 2007–2010                                  |
| Izolda Wojciechowska        | Danuta                                                   | 2008–2010                                  |
| Paweł Okoński               | Władysław                                                | 2008–2010                                  |
| Łukasz Konopka              | Jacek Kulesza                                            | 2008–2010                                  |
| Maciej Kozłowski            | Waldemar Jaroszy                                         | 2002–2005, 2009–2010                       |
| Olga Bołądź                 | Agata Tomasiewicz                                        | 2009–2010                                  |
| Katarzyna Pierścionek       | koleżanka Marzeny                                        | 2009–2010                                  |
| Arkadiusz Gołębiowski       | Igor Kawecki                                             | 2010                                       |
| Jerzy Cnota                 | Marian                                                   | 2010                                       |
| Paweł Królikowski           | ks. Maciej Olszewski                                     | 2010                                       |
| Piotr Trojan                | Radosław Zawadzki                                        | 2010                                       |
| Katarzyna Kępka             | Elżbieta Jurczyk                                         | 2010                                       |
| Małgorzata Kożuchowska      | Hanna Mostowiak                                          | 2000–2011                                  |
| Anita Jancia                | Jolanta Kowalska-Żurawska                                | 2000–2011                                  |
| Ewelina Serafin             | Katarzyna Kociołek                                       | 2000–2011                                  |
| Piotr Miazga                | Sebastian Kociołek                                       | 2002–2011                                  |
| Igor Michalski              | Stanisław Nowicki                                        | 2006–2011                                  |
| Ewa Gorzelak                | Dorota Stadnicka                                         | 2007–2011                                  |
| Grzegorz Małecki            | Szymon Gajewski                                          | 2007–2011                                  |
| Karolina Nowakowska         | Olga Ziober                                              | 2007–2011                                  |
| Anna Gigiel                 | Zuzanna                                                  | 2007–2011                                  |
| Julia Pietrucha             | Alicja Staniszewska                                      | 2009–2011                                  |
| Jan Kosmaczewski            | Kamil Zawadzki                                           | 2009–2011                                  |
| Jan Rotowski                | Dominik                                                  | 2010–2011                                  |
| Marta Dobecka               | Katarzyna, sekretarka Jankowskiego                       | 2010–2011                                  |
| Maja Bohosiewicz            | Ewelina Walczak                                          | 2010–2011                                  |
| Olga Serebryakova           | Natasza Wrońska                                          | 2010–2011                                  |
| Damian Jankowski            | Arkadiusz                                                | 2010–2011                                  |
| Edyta Torchan               | Nina, narzeczona Henia                                   | 2010–2011                                  |
| Mariusz Siudziński          | Piotr Rosner                                             | 2010–2011                                  |
| Adrianna Stalewska          | Ewa Rosner                                               | 2010–2011                                  |
| Wojciech Czerwiński         | Bogdan Gruszewski                                        | 2010–2011                                  |
| Ewa Konstancja Bułhak       | Matylda Górska                                           | 2007–2008, 2011                            |
| Marcin Troński              | Sebastian Przegrodzki                                    | 2011                                       |
| Witold Bieliński            | Jakub Weimann                                            | 2011                                       |
| Marcin Błaszak              | ks. Jacek                                                | 2011                                       |
| Jakub Strzelecki            | Dariusz Roszkowski                                       | 2011                                       |
| Maria Maj                   | Lucyna Banasik                                           | 2001–2012                                  |
| Hanna Bieluszko             | Renata Nowicka                                           | 2003–2012                                  |
| Bożena Stachura             | Grażyna Raczyńska-Łagoda                                 | 2006–2012                                  |
| Przemysław Cypryański       | Jakub Ziober                                             | 2006–2012                                  |
| Wojciech Traczyński         | Patryk Michalski                                         | 2003                                       |
| Wojciech Traczyński         | Krzysztof Ziober                                         | 2007–2012                                  |
| Tadeusz Chudecki            | Henryk Wojciechowski                                     | 2007–2012                                  |
| Michał Lesień               | Arkadiusz Nowacki                                        | 2008–2012                                  |
| Gabriela Pietrucha          | Gabriella Lasota                                         | 2008–2012                                  |
| Grażyna Błęcka-Kolska       | Janina Rosner                                            | 2010–2012                                  |
| Anna Dereszowska            | Sandra Matuszewska                                       | 2010–2012                                  |
| Anna Karczmarczyk-Litwin    | Aleksandra Malinowska                                    | 2010–2012                                  |
| Siergiej Kruczkow           | Igor Wroński                                             | 2010–2012                                  |
| Krzysztof Stelmaszyk        | Marek Lewicki                                            | 2010–2012                                  |
| Mariusz Bonaszewski         | Krzysztof Jankowski                                      | 2010–2012                                  |
| Andrzej Łapicki             | Tadeusz Budzyński                                        | 2010–2012                                  |
| Antonina Girycz             | Irena Malanowska                                         | 2011–2012                                  |
| Joanna Majstrak             | Elżbieta                                                 | 2011–2012                                  |
| Paweł Bodych                | Domin                                                    | 2011–2012                                  |
| Beata Rybotycka             | Laura Liberadzka                                         | 2011–2012                                  |
| Bartłomiej Świderski        | Jan Kozłowski                                            | 2011–2012                                  |
| Magdalena Kajrowicz         | Beata Glińska                                            | 2011–2012                                  |
| Jakub Konieczny             | Aleksander Stec                                          | 2011–2012                                  |
| Sambor Czarnota             | Artur                                                    | 2011–2012                                  |
| Agnieszka Więdłocha         | Joanna Liberadzka-Zduńska                                | 2011–2012                                  |
| Anna Popek                  | Anita Morawska                                           | 2011–2012                                  |
| Dominika Bednarczyk         | Jolanta                                                  | 2012                                       |
| Piotr Siwkiewicz            | Grzegorz Kryzar                                          | 2012                                       |
| Hanna Konarowska            | Wioletta                                                 | 2012                                       |
| Aleksander Mikołajczak      | Ryszard Zawada                                           | 2012                                       |
| Weronika Jaskółka           | Ewa                                                      | 2012                                       |
| Hanna Szatan                | Iza                                                      | 2012                                       |
| Aneta Todorczuk             | Julia Skiba                                              | 2012                                       |
| Bartłomiej Kasprzykowski    | Jerzy                                                    | 2012                                       |
| Joanna Koroniewska          | Małgorzata Chodakowska                                   | 2000–2013                                  |
| Jerzy Próchnicki            | Włodzimierz Kisiel                                       | 2004–2013                                  |
| Violetta Arlak              | Cecylia Kwaśniak                                         | 2001–2002, 2007–2013                       |
| Julia Paćko                 | Anna Wojciechowska (#2)                                  | 2007–2013                                  |
| Franciszek Korzeniewski     | Wojciech Chodakowski (#1)                                | 2009–2013                                  |
| Diana Dudzińska             | Barbara Rogowska (#1)                                    | 2009–2013                                  |
| Paweł Góral                 | Robert                                                   | 2011–2013                                  |
| Ada Chlebicka               | Zuzanna                                                  | 2011–2013                                  |
| Elżbieta Jędrzejewska       | Weronika Zawada                                          | 2012–2013                                  |
| Robert Rozmus               | Mariusz Kwiatkowski                                      | 2012–2013                                  |
| Adam Ferency                | redaktor naczelny Kingi                                  | 2012–2013                                  |
| Bogdan Brzyski              | Ryszard Hofman                                           | 2012–2013                                  |
| Daniel Szczypa              | Maciek                                                   | 2012–2013                                  |
| Grzegorz Milczarczyk        | Krzysztof Holtz                                          | 2012–2013                                  |
| Andrzej Pieńko              | Jacek                                                    | 2012–2013                                  |
| Karolina Chapko             | Helena Podleśna                                          | 2012–2013                                  |
| Katarzyna Ptasińska         | Aleksandra Kozłowska                                     | 2012–2013                                  |
| Aleksandra Kusio            | Karolina Osiecka                                         | 2012–2013                                  |
| Dariusz Wnuk                | Michał Ozon                                              | 2012–2013                                  |
| Kinga Waligóra              | Danuta Ozon                                              | 2012–2013                                  |
| Piotr Rzymyszkiewicz        | Jan Wojdas                                               | 2012–2013                                  |
| Ewa Bukowska                | Edyta Bielak                                             | 2013                                       |
| Hubert Zduniak Jr.          | Piotrek Bielak                                           | 2013                                       |
| Wojciech Błach              | Janusz Bielak                                            | 2013                                       |
| Sandra Staniszewska         | Iza Sajdak                                               | 2013                                       |
| Bartłomiej Chowaniec        | Radosław Sajdak                                          | 2013                                       |
| Janusz Komorowski           | kelner Jacek                                             | 2013                                       |
| Włodzimierz Matuszak        | Stanisław Sieńczyłło                                     | 2013                                       |
| Sławomir Grzymkowski        | mecenas Tomasz Grabowski                                 | 2013                                       |
| Magdalena Pociecha          | Klara                                                    | 2013                                       |
| Paweł Ferens                | Dariusz Woźniak                                          | 2013                                       |
| Paweł Okraska               | Michał Łagoda                                            | 2000–2004, 2007–2014                       |
| Adrian Żuchewicz            | Łukasz Wojciechowski (#2)                                | 2007–2014                                  |
| Olgierd Łukaszewicz         | profesor Kazan                                           | 2012–2014                                  |
| Marta Juras                 | Eryka Bufford                                            | 2013–2014                                  |
| Agnieszka Żulewska          | Paulina Głowacka                                         | 2013–2014                                  |
| Tomasz Borkowski            | Robert Lubiński                                          | 2013–2014                                  |
| Anna Gzyra                  | Sylwia Okońska                                           | 2006–2012, 2014                            |
| Joanna Orleańska            | Beata Lubińska                                           | 2014                                       |
| Aleksandra Czajkowska       | Zuzia Lubińska                                           | 2014                                       |
| Wacław Warchoł              | Bartek Sztaba                                            | 2014                                       |
| Michał Rolnicki             | Rafał Wiśniewski                                         | 2014                                       |
| Andrzej Niemirski           | Zbigniew Gajewski                                        | 2014                                       |
| Joanna Opozda               | Agata                                                    | 2014                                       |
| Maciej Jachowski            | Ireneusz Podleśny                                        | 2007–2015                                  |
| Andżelika Piechowiak        | Mirosława Kwiatkowska                                    | 2008–2015                                  |
| Agnieszka Sienkiewicz       | Katarzyna Mularczyk                                      | 2011–2015                                  |
| Dominika Łakomska           | Teresa Drawicz                                           | 2012–2015                                  |
| Joanna Osyda                | Jane Bufford                                             | 2013–2015                                  |
| Marta Ścisłowicz            | Olga                                                     | 2013–2015                                  |
| Robert Wabich               | policjant                                                | 2002–2003                                  |
| Robert Wabich               | Krzysztof Romanowski                                     | 2014–2015                                  |
| Michał Czernecki            | Jerzy Domański                                           | 2014–2015                                  |
| Katarzyna Żak               | Dorota Tarnowska                                         | 2014–2015                                  |
| Mateusz Janicki             | Wojciech Markowski                                       | 2014–2015                                  |
| Przemysław Bluszcz          | Rafał Gołębiewski                                        | 2014–2015                                  |
| Mirosław Zbrojewicz         | Olaf Lisicki                                             | 2014–2015                                  |
| Marcin Piętowski            | Jakub Markowski                                          | 2015                                       |
| Łukasz Pracki               | Jacek Barycki                                            | 2015                                       |
| Andrzej Deskur              | Kacper                                                   | 2015                                       |
| Laura Breszka               | Anetka                                                   | 2015                                       |
| Jacek Lenartowicz           | Jan Zawadzki                                             | 2002–2016                                  |
| Hiroaki Murakami            | Taro                                                     | 2013–2016                                  |
| Katarzyna Hołtra            | Weronika Urbańska                                        | 2014–2016                                  |
| Maria Szafirska             | Paulina Lipska                                           | 2015–2016                                  |
| Andrzej Andrzejewski        | Michał Marszałek                                         | 2015–2016                                  |
| Jolanta Fraszyńska          | Zuzanna Marszałek                                        | 2015–2016                                  |
| Jarosław Gruda              | Stanisław                                                | 2002–2003                                  |
| Jarosław Gruda              | Lęborek                                                  | 2006                                       |
| Jarosław Gruda              | kłusownik Marczak                                        | 2015–2016                                  |
| Piotr Grabowski             | Wiktor Żak                                               | 2004–2005, 2012–2014, 2016                 |
| Wojciech Asiński            | Bogusz                                                   | 2016                                       |
| Karol Pocheć                | Krzysztof Szefler                                        | 2016                                       |
| Mayu Gralińska-Sakai        | Naomi Koszycka                                           | 2016                                       |
| Mariusz Witkowski           | Mariusz Korczyński                                       | 2016                                       |
| Tomasz Nosiński             | Karol                                                    | 2016                                       |
| Witold Pyrkosz              | Lucjan Mostowiak                                         | 2000–2017                                  |
| Andrzej Młynarczyk          | Tomasz Chodakowski                                       | 2007–2017                                  |
| Anna Wendzikowska           | Monika Ochman                                            | 2011–2017                                  |
| Weronika Wachowska          | Anna Wojciechowska (#3)                                  | 2013–2017                                  |
| Marcel Sabat                | Darek Maj                                                | 2014–2017                                  |
| Grażyna Strachota           | Katarzyna Maj                                            | 2015–2017                                  |
| Zbigniew Stryj              | Robert Bilski                                            | 2015–2017                                  |
| Anna Tomaszewska            | ciotka Izy Lewińskiej                                    | 2016–2017                                  |
| Katarzyna Grabowska         | Olga Górecka                                             | 2016–2017                                  |
| Tomasz Włosok               | Radek Małkowski                                          | 2016–2017                                  |
| Grzegorz Kucias             | Rafał Gliński                                            | 2016–2017                                  |
| Patryk Pietrzak             | Kacper                                                   | 2016–2017                                  |
| Julita Fabiszewska          | Paulina Suska                                            | 2017                                       |
| Marcin Stępniak             | Mariusz Piotrowski                                       | 2017                                       |
| Dagmara Bryzek              | Olka Jankiewicz                                          | 2017                                       |
| Marek Lewandowski           | Przemysław Morawski                                      | 2017                                       |
| Karolina Krwaczyńska        | Monika Morawska                                          | 2017                                       |
| Konrad Pawlicki             | Mariusz Jakubczyk                                        | 2017                                       |
| Anna Matecka                | Renata Majewska                                          | 2017                                       |
| Natalia Zielska             | Pola Majewska                                            | 2017                                       |
| Maciej Wilewski             | Mariusz Głowacki                                         | 2017                                       |
| Kacper Kuszewski            | Marek Mostowiak                                          | 2000–2018, 2022                            |
| Stanisław Pąk               | listonosz                                                | 2002–2003, 2005-2011, 2013-2018            |
| Maria Rybarczyk             | Wanda Budzyńska                                          | 2009–2018                                  |
| Tamara Arciuch              | Anna Gruszyńska                                          | 2010–2018                                  |
| Artur Barciś                | Jerzy Kolęda                                             | 2012–2018                                  |
| Dominika Kluźniak           | Ewa Mostowiak                                            | 2012–2018                                  |
| Jakub Jankiewicz            | Antoni Szefler                                           | 2012–2018                                  |
| Olga Frycz                  | Alicja Zduńska                                           | 2013–2018                                  |
| Izabela Kapiasová           | Maryla Szewczyk                                          | 2013–2018                                  |
| Ignacy Wudkiewicz           | Mikołaj Zduński (#1)                                     | 2014–2018                                  |
| Jowita Budnik               | Teresa Zarzycka                                          | 2015–2018                                  |
| Jan Wieczorkowski           | Jacek Mrozowski                                          | 2016–2018                                  |
| Adam Tomaszewski            | Kuba Gliński                                             | 2016–2018                                  |
| Hubert Wróblewski           | Mark                                                     | 2017–2018                                  |
| Radosław Krzyżowski         | Kamil Łagoda-Starski                                     | 2017–2018                                  |
| Katarzyna Jamróz            | Nina Janiszewska                                         | 2017–2018                                  |
| Iga Górecka                 | Karolina Kubiak                                          | 2017–2018                                  |
| Gabriela Oberbek            | Jola Lisiecka                                            | 2016, 2018                                 |
| Jakub Wons                  | Stefan Peszko                                            | 2018                                       |
| Hubert Kułacz               | Kuba                                                     | 2018                                       |
| Małgorzata Klara            | Hanna Stolarczyk                                         | 2018                                       |
| Gabriela Frycz              | Alicja                                                   | 2018                                       |
| Dawid Ściupidro             | Wojtek Reda                                              | 2018                                       |
| Elena Leszczyńska           | Oksana                                                   | 2018                                       |
| Zbigniew Waleryś            | Stefan Domański                                          | 2013–2019                                  |
| Tomasz Ciachorowski         | Artur Skalski                                            | 2015–2019                                  |
| Maja Marczak                | Hania Zarzycka (#1)                                      | 2015–2019                                  |
| Piotr Nerlewski             | Franek Zarzycki                                          | 2015–2019                                  |
| Olga Kalicka                | Justyna Górska                                           | 2016–2019                                  |
| Joanna Sydor                | Teresa Jakubczyk                                         | 2003–2006, 2017–2019                       |
| Anna Wierzchoń              | Maja Chodakowska (#1)                                    | 2017–2019                                  |
| Maria Pawłowska             | Anna Żakowska                                            | 2017–2019                                  |
| Monika Krzywkowska          | Maria Szeląg                                             | 2001–2003                                  |
| Monika Krzywkowska          | Jolanta Kaczmarek                                        | 2013–2014, 2018–2019                       |
| Filip Gurłacz               | Arek                                                     | 2015                                       |
| Filip Gurłacz               | Robert Wroński                                           | 2018–2019                                  |
| Juliusz Krzysztof Warunek   | Adam Tarnowski                                           | 2015–2016, 2018–2019                       |
| Roch Siemianowski           | Józef Skalski                                            | 2016, 2018–2019                            |
| Karolina Sawka              | Kalina Marczewska                                        | 2018–2019                                  |
| Karolina Bruchnicka         | Kaja Szumińska                                           | 2018–2019                                  |
| Marta Wiśniewska            | Weronika                                                 | 2018–2019                                  |
| Rafał Szatan                | Eryk                                                     | 2018–2019                                  |
| Anna Milewska               | Olga                                                     | 2018–2019                                  |
| Grzegorz Gadziomski         | Roman Zajdler                                            | 2011–2012                                  |
| Grzegorz Gadziomski         | lekarz                                                   | 2019                                       |
| Marcin Janos Krawczyk       | Karol Sienkiewicz                                        | 2012                                       |
| Marcin Janos Krawczyk       | Maciej Jaros                                             | 2019                                       |
| Wojciech Zygmunt            | Korin                                                    | 2019                                       |
| Paweł Ciołkosz              | Krystian                                                 | 2019                                       |
| Henryk Niebudek             | Dariusz Stadnicki                                        | 2019                                       |
| Ewelina Gnysińska           | Daria Konecka                                            | 2019                                       |
| Kuba Dyniewicz              | Mikołaj (#1)                                             | 2019                                       |
| Jakub Kornacki              | Piotr Grzelak                                            | 2019                                       |
| Bogdan Kalus                | ojciec Julki Kryszak                                     | 2019                                       |
| Małgorzata Bogdańska        | Halina Kryszak                                           | 2019                                       |
| Konrad Korkosiński          | Jarek Kryszak                                            | 2019                                       |
| Aleksandra Boroń            | Jagoda Kryszak                                           | 2019                                       |
| Krzyś Podemski              | Jasiek Kryszak                                           | 2019                                       |
| Karolina Charkiewicz        | Dagmara                                                  | 2019                                       |
| Adam Pater                  | Borys                                                    | 2019                                       |
| Will Richardson             | Lucas                                                    | 2019                                       |
| Marcjanna Lelek             | Natalia Zarzycka (#1)                                    | 2004–2020                                  |
| Wojciech Majchrzak          | Grzegorz Chodakowski                                     | 2012–2020                                  |
| Maja Wudkiewicz             | Barbara Rogowska (#2)                                    | 2014–2020                                  |
| Aleksandra Trojanowska      | Helenka Chodakowska                                      | 2015–2020                                  |
| Joanna Kuberska             | Julia Kryszak                                            | 2016–2020                                  |
| Ina Sobala                  | Agnieszka Makowska (#2)                                  | 2017–2020                                  |
| Weronika Rosati             | Anna Waszkiewicz                                         | 2002–2005, 2018–2020                       |
| Joanna Jarmołowicz          | Katia Tatirszwili                                        | 2018–2020                                  |
| Katarzyna Kwiatkowska       | Agata Rogowska (#2)                                      | 2018–2020                                  |
| January Brunov              | Krzysztof Banach                                         | 2018–2020                                  |
| Aleksander Kaleta           | Alek                                                     | 2017                                       |
| Aleksander Kaleta           | Maciej Starski vel Kalicki                               | 2019–2020                                  |
| Agnieszka Judycka           | Nina Malik                                               | 2019–2020                                  |
| Aleksandra Chapko           | Nadia Witecka                                            | 2019–2020                                  |
| Grzegorz Wons               | Robert Krajewski                                         | 2019–2020                                  |
| Kaja Walden                 | Weronika                                                 | 2019–2020                                  |
| Jan Przanowski              | Mikołaj, kolega Lilki (#2)                               | 2019–2020                                  |
| Wojciech Wysocki            | prokurator                                               | 2004                                       |
| Wojciech Wysocki            | Jerzy Górecki                                            | 2016–2018, 2020                            |
| Ali Bakhrutdinov            | Igor                                                     | 2018, 2020                                 |
| Szymon Nygard               | Daniel Grześkiewicz                                      | 2020                                       |
| Magdalena Rembacz           | opiekunka Modrego                                        | 2020                                       |
| Żaneta Homa                 | Klaudia                                                  | 2020                                       |
| Iwona Malinowska            | Hania                                                    | 2020                                       |
| Weronika Walenciak          | Marcelina                                                | 2020                                       |
| Jędrzej Bigosiński          | Tomasz Kawecki                                           | 2020                                       |
| Julia Wróblewska            | Zofia Warakomska                                         | 2007–2021                                  |
| Maria Głowacka              | Magdalena „Lenka” Zduńska (#1)                           | 2008–2021                                  |
| Magdalena Walach            | Agnieszka Olszewska                                      | 2010–2021                                  |
| Feliks Matecki              | Wojciech Chodakowski (#2)                                | 2014–2021                                  |
| Barbara Kurdej-Szatan       | Joanna Chodakowska                                       | 2014–2021                                  |
| Olga Szomańska              | Marzena Lisiecka                                         | 2014–2021                                  |
| Tomasz Oświeciński          | Andrzej Lisiecki                                         | 2015–2021                                  |
| Tomáš Kollárik              | Jan Morawski                                             | 2016–2021                                  |
| Barbara Wypych              | Sonia Krawczyk                                           | 2018–2021                                  |
| Ewa Kasprzyk                | Weronika Sobańska                                        | 2018–2021                                  |
| Paweł Deląg                 | Michał Ostrowski                                         | 2018–2021                                  |
| Agata Rzeszewska            | ciotka Artura Skalskiego                                 | 2018–2021                                  |
| Jowita Chwałek              | Ewa                                                      | 2019–2021                                  |
| Ewa Domańska                | Elżbieta Olewicz                                         | 2019–2021                                  |
| Sławek Uniatowski           | Leszek Krajewski                                         | 2019–2021                                  |
| Jolanta Wołłejko            | Teresa Kotowska                                          | 2020–2021                                  |
| Katarzyna Mosek             | Ola Łęcka                                                | 2020–2021                                  |
| Anna Gorajska               | Kamila Jabłońska                                         | 2020–2021                                  |
| Kaja Kajszczak              | Inka                                                     | 2020–2021                                  |
| Robert Czechowski           | Janusz Iwański                                           | 2020–2021                                  |
| Oliwia Dąbrowska            | Ola                                                      | 2018–2019, 2021                            |
| Krzysztof Szczepaniak       | Kacper Raczkowski                                        | 2021                                       |
| Dariusz Kordek              | Jan Bosacki                                              | 2021                                       |
| Małgorzata Sadowska         | Anna Bosacka                                             | 2021                                       |
| Wojciech Świeściak          | Adam Warecki                                             | 2021                                       |
| Piotr Napierała             | Karol                                                    | 2021                                       |
| Beata Zarembianka           | Elwira                                                   | 2021                                       |
| Dominika Kryszczyńska       | Luiza Bielska                                            | 2021                                       |
| Emma Giegżno                | Dorota                                                   | 2021                                       |
| Marianna Janczarska         | Dagmara Bednarek                                         | 2021                                       |
| Zacharjasz Muszyński        | Piotr Graczyk                                            | 2021                                       |
| Michał Chruściel            | Krzysztof Sawicki                                        | 2020–2022                                  |
| Tomasz Sobczak              | Przemek                                                  | 2012                                       |
| Tomasz Sobczak              | Jacek Kotowski, ojciec Lilki Banach                      | 2020–2022                                  |
| Oliwia Kępka                | Kalinka Lisiecka                                         | 2021–2022                                  |
| Piotr Łukawski              | Andrzej „Herman” Hermanowicz                             | 2021–2022                                  |
| Małgorzata Lewińska         | redaktor naczelna                                        | 2011–2012                                  |
| Małgorzata Lewińska         | Olga Jaszewska                                           | 2021–2022                                  |
| Tomasz Lulek                | Mariusz Jaszewski                                        | 2021–2022                                  |
| Iwo Wiciński                | Dawid Jaszewski                                          | 2021–2022                                  |
| Wojciech Kalarus            | Janek                                                    | 2021–2022                                  |
| Laura Samojłowicz           | Maja Chojnacka                                           | 2007–2010, 2021–2022                       |
| Diana Kadłubowska           | Anna                                                     | 2021–2022                                  |
| Monika Niemczyk             | Renata Mróz                                              | 2021–2022                                  |
| Arkadiusz Detmer            | Zbigniew Mróz                                            | 2021–2022                                  |
| Mariusz Luszowski           | profesor Rakoczy                                         | 2011                                       |
| Mariusz Luszowski           | gość siedliska                                           | 2015                                       |
| Mariusz Luszowski           | Ziętara                                                  | 2021–2022                                  |
| Janusz Onufrowicz           | adwokat Korczyńskiego                                    | 2016                                       |
| Janusz Onufrowicz           | Grzegorz                                                 | 2021–2022                                  |
| Teresa Dzielska             | Ewa Grzymska                                             | 2021–2022                                  |
| Michał Breitenwald          | Bronisław Jakubczyk                                      | 2008–2009, 2011–2012, 2019, 2022           |
| Mateusz Łasowski            | Makowski, ojciec Amelki                                  | 2020, 2022                                 |
| Joanna Niemirska            | Monika Makowska                                          | 2020, 2022                                 |
| Ninel Kos                   | Amelka Makowska                                          | 2020, 2022                                 |
| Katarzyna Skolimowska       | Bogna, opiekunka Patrycji Argasińskiej                   | 2022                                       |
| Anna Maria Jarosik-Tomala   | pielęgniarka Klaudia                                     | 2014                                       |
| Anna Maria Jarosik-Tomala   | Irma                                                     | 2022                                       |
| Jakub Strach                | Antek                                                    | 2022                                       |
| Zbigniew Suszyński          | egzekutor                                                | 2000                                       |
| Zbigniew Suszyński          | profesor Mariusz Nieśpielak                              | 2022                                       |
| Franciszek Szymański        | Antek Nieśpielak                                         | 2022                                       |
| Natalia Sikora              | Marta Lewicka                                            | 2022                                       |
| Konrad Marszałek            | Karol Lewicki                                            | 2022                                       |
| Marta Stefaniak             | Hania Makowska, siostra Amelki                           | od 2022                                    |
| Liam Culbreth               | Adam                                                     | 2022                                       |
| Elżbieta Trzaskoś           | Paulina Kuśnik                                           | 2022                                       |
| Andrzej Precigs             | Zbigniew Filarski                                        | 2000–2023                                  |
| Maciej Damięcki             | ksiądz Władysław Wroński, proboszcz parafii w Lipnicy    | 2001–2007, 2009–2010, 2013–2015, 2017–2023 |
| Emilian Kamiński            | Wojciech Marszałek                                       | 2004–2023                                  |
| Iga Krefft                  | Urszula Lisiecka                                         | 2007–2023                                  |
| Anna Oberc                  | Sandra                                                   | 2018–2023                                  |
| Oliver Proctor              | Damian                                                   | 2018–2023                                  |
| Izabela Warykiewicz         | Beata                                                    | 2021–2023                                  |
| Justyna Karłowska           | Ola Majewska                                             | 2021–2023                                  |
| Paweł Roman                 | Ethan Anderson                                           | 2021–2023                                  |
| Bogusław Kudłek             | Igor                                                     | 2022–2023                                  |
| Katarzyna Dmoch             | Laura                                                    | 2022–2023                                  |
| Mateusz Lisiecki-Waligórski | kardiolog                                                | 2019                                       |
| Mateusz Lisiecki-Waligórski | Tymon Nagłowski                                          | 2022–2023                                  |
| Paweł Kowalski              | Maks                                                     | 2023                                       |
| Konrad Jałowiec             | Krzysztof Sowiński                                       | 2023                                       |
| Kacper Zalewski             | Filip Sowiński                                           | 2023                                       |
| Angelika Smyrgała           | Klaudia                                                  | 2023                                       |
| Krzysztof Cybiński          | Oskar                                                    | 2023                                       |
| Stanisław Kawecki           | Kris                                                     | 2023                                       |
| Sylwia Drzycimska           | Paula Kownacka                                           | 2023                                       |
| Krystian Domagała           | Mateusz Mostowiak (#1)                                   | 2002–2024                                  |
| Anna Kerth                  | dr Ewa Kalinowska                                        | 2022–2024                                  |
| Ewa Kania                   | Milena Stawska                                           | 2023–2024                                  |
| Ewa Tucholska               | Maja Łaniewska                                           | 2023–2024                                  |
| Paweł Prokopczuk            | Daniel Gorczykowski                                      | 2023–2024                                  |
| Ziemowit Wasielewski        | Dariusz Szewczuk                                         | 2009–2010                                  |
| Ziemowit Wasielewski        | Stalker                                                  | 2017                                       |
| Ziemowit Wasielewski        | Tomasz Kawecki                                           | 2023–2025                                  |
| Kamil Drężek                | Robert Guc                                               | 2024–2025                                  |

## Produkcja
Zdjęcia do serialu rozpoczęły się 25 sierpnia 2000. Scenarzystką główną w latach 2000–2007 była Ilona Łepkowska, która do 2008 była również współproducentką serialu. Od 2007 scenarzystką M jak miłość jest Alina Puchała. Serial na przestrzeni lat reżyserowali m.in.: Ryszard Zatorski, Natalia Koryncka-Gruz, Maciej Dejczer, Piotr Wereśniak, Waldemar Szarek, Roland Rowiński, Mariusz Malec, Adam Iwiński, Jarosław Sypniewski, Marek Bukowski, Marcin Krzyształowicz, Krzysztof Łukaszewicz, Michał Węgrzyn i Sylwester Jakimow. Producentem serialu jest spółka MTL Maxfilm.
Odcinki 1–424 zrealizowano w formacie 4:3, od 425. odcinka serial kręcony jest w panoramicznym formacie 16:9. Serial jest realizowany techniką wideo, ale bez przeplotu, co daje mniej płynny obraz, podobny do filmowego, przy jednocześnie nietypowych dla filmu barwach.
W 2003 TVP emitowała do trzech odcinków serialu w tygodniu, jesienią 2005 zmniejszyła liczbę emitowanych epizodów do dwóch tygodniowo, a wiosną 2006 ponownie zaczęła pokazywać do trzech odcinków tygodniowo.
Odcinki 76–78 zakończone były kilkuminutowym programem pt. Suplement do „M jak miłość”, w którym prezentowane były kulisy kręcenia serialu. Od 245. odcinka wyemitowanego 20 września 2004 po zakończeniu emisji serialu emitowane są Kulisy „M jak miłość” ukazujące proces powstawania serialu i krótkie rozmowy z aktorami. Program każdorazowo ogląda ok. 4 mln widzów. Z czasem kulisy serialu zaczęto emitować przed emisją premierowego odcinka.
11 grudnia 2002 został wyemitowany 100. odcinek serialu, 28 maja 2007 – 500., 16 września 2013 – 1000., a 9 marca 2020 – 1500. odcinek.
Wiosną 2004 sponsorem 24 odcinków serialu był producent przypraw Warzywko.
Większość domów, w których mieszkają główni bohaterowie została wybudowana w hali w Orzeszynie w powiecie piaseczyńskim koło Warszawy (m.in. mieszkanie Marty, mieszkanie Marii i Krzysztofa, dom rodzinny Mostowiaków w Grabinie czy pub „U Stefana” w Lipnicy prowadzony przez Marka i Stefana. Mieszkanie studenckie Kingi, Piotrka, Magdy i Kamila mieściło się na Mokotowie (w serialu na ul. Łowickiej).

### Czołówka
Od 2. odcinka podkładem muzycznym czołówki był utwór pod tytułem „M jak miłość” śpiewany przez Wojciecha Gąssowskiego. W 2011 roku zmieniono podkład muzyczny czołówki na utwór pod tytułem „Nie pytaj o miłość” wykonywany przez Beatę Kozidrak. We wszystkich wersjach czołówki przedstawiane są wizerunki postaci, a do 2011 – imię postaci oraz imię i nazwisko aktora.
Pierwsza czołówka serialu przedstawiała Barbarę (Teresa Lipowska), Lucjana (Witold Pyrkosz), Marię (Małgorzata Pieńkowska), Martę (Dominika Ostałowska), Marka (Kacper Kuszewski), Małgosię (Joanna Koroniewska), Zenona (Emil Karewicz), Hankę (Małgorzata Kożuchowska), Krzysztofa (Cezary Morawski) i Michała (Paweł Okraska). W 2001 dokonano zmian: dodano postacie Jacka (Robert Gonera) i Łukasza (Franciszek Przybylski) oraz usunięto Zenona i Michała, natomiast w 2002 dodano Norberta (Mariusz Sabiniewicz), Pawła (Rafał Mroczek) i Piotrka (Marcin Mroczek). W 2005 dodano Kingę (Katarzyna Cichopek), Kamila (Marcin Bosak) i Magdę (Anna Mucha).
Od 485. odcinka, wyemitowanego 3 kwietnia 2007, czołówka przeszła małą zmianę graficzną. Na początku czołówki ukazano m.in ujęcia: zachmurzonego nieba, rzeki, czerwonych maków, kapliczki, krajobrazu z końmi, sadu Lucjana i rodzinnego domu w Grabinie. W odświeżonej czołówce występowali: Barbara (Teresa Lipowska), Lucjan (Witold Pyrkosz), Maria (Małgorzata Pieńkowska), Marta (Dominika Ostałowska), Norbert (Mariusz Sabiniewicz), Marek (Kacper Kuszewski), Hanka (Małgorzata Kożuchowska), Małgosia (Joanna Koroniewska), Piotrek (Marcin Mroczek), Kinga (Katarzyna Cichopek), Paweł (Rafał Mroczek), Magda (Anna Mucha), Kuba (Przemysław Cypryański) i Łukasz (Adrian Żuchewicz). W 2008 roku dokonano kolejnej modyfikacji czołówki: usunięto z niej postać Norberta i ujęcie czerwonych maków. Dodano Artura (Robert Moskwa) i Tomka (Andrzej Młynarczyk). W czołówce emitowanej od odcinka 619. występowali: Barbara (Teresa Lipowska), Lucjan (Witold Pyrkosz), Maria (Małgorzata Pieńkowska), Artur (Robert Moskwa), Marta (Dominika Ostałowska), Łukasz (Adrian Żuchewicz), Marek (Kacper Kuszewski), Hanka (Małgorzata Kożuchowska), Małgosia (Joanna Koroniewska), Tomek (Andrzej Młynarczyk), Piotrek (Marcin Mroczek), Kinga (Katarzyna Cichopek), Paweł (Rafał Mroczek), Magda (Anna Mucha) i Kuba (Przemysław Cypryański).
W 2011 powstała zupełnie nowa czołówka, która przedstawiała: Barbarę (Teresa Lipowska) i Lucjana (Witold Pyrkosz); Marka (Kacper Kuszewski) i Mateusza (Krystian Domagała); Natalię (Marcjanna Lelek) i Ulę (Iga Krefft); Marię (Małgorzata Pieńkowska) i Artura (Robert Moskwa); Martę (Dominika Ostałowska) i Andrzeja (Krystian Wieczorek); Małgosię (Joanna Koroniewska), Tomka (Andrzej Młynarczyk) i Agnieszkę (Magdalena Walach); Pawła (Rafał Mroczek), Asię (Agnieszka Więdłocha) i Magdę (Anna Mucha); Piotrka (Marcin Mroczek) i Kingę (Katarzyna Cichopek) oraz Mirkę (Andżelika Piechowiak) i Kubę (Przemysław Cypryański). W tle znajdowały się krajobrazy Grabiny oraz Warszawy. W 2012 usunięto w czołówce slajd z numerem odcinka i reżyserem. Po liftingu czołówki w 2014 występowali w niej: Barbara (Teresa Lipowska) i Lucjan (Witold Pyrkosz); Marek (Kacper Kuszewski), Ewa (Dominika Kluźniak) i Anna (Tamara Arciuch); Ula (Iga Krefft), Mateusz (Krystian Domagała) i Antek (Jakub Jankiewicz); Eryka (Marta Juras) i Janka (Joanna Osyda) (później Maria (Małgorzata Pieńkowska) i Artur (Robert Moskwa), od odcinka 1075); Marta (Dominika Ostałowska) i Andrzej (Krystian Wieczorek); Tomek (Andrzej Młynarczyk), Agnieszka (Magdalena Walach) i Joasia (Barbara Kurdej-Szatan); Paweł (Rafał Mroczek), Basia (Gabriela Raczyńska) i Ala (Olga Frycz); Piotrek (Marcin Mroczek) i Kinga (Katarzyna Cichopek) oraz Olek (Maurycy Popiel), Kasia (Agnieszka Sienkiewicz) i Marcin (Mikołaj Roznerski). W 2015 wymieniono kolejnością dwie ostatnie pary i usunięto Kasię.
W 2018 powstała kolejna czołówka, występowali w niej: Barbara (Teresa Lipowska), Marysia (Małgorzata Pieńkowska) i Artur (Robert Moskwa); Ula (Iga Krefft) i Bartek (Arkadiusz Smoleński); Zofia (Małgorzata Rożniatowska) i Sonia (Barbara Wypych); Joasia (Barbara Kurdej-Szatan), Wojtek (Feliks Matecki) i Michał (Paweł Deląg); Andrzejek (Tomasz Oświeciński) i Marzenka (Olga Szomańska); Paweł (Rafał Mroczek), Julka (Joanna Kuberska), Kalina (Karolina Sawka) i Basia (Gabriela Raczyńska); Olek (Maurycy Popiel), Magda (Anna Mucha) i Andrzej (Krystian Wieczorek); Kinga (Katarzyna Cichopek) i Piotrek (Marcin Mroczek) oraz Marcin (Mikołaj Roznerski), Iza (Adriana Kalska), Ania (Maria Pawłowska) i Szymek (Stanisław Szczypiński). Czołówka emitowana była od 1378. odcinka, wyemitowanego 3 września 2018.
W 2021 odświeżono tę wersję czołówki – występują w niej: Barbara (Teresa Lipowska), Marysia (Małgorzata Pieńkowska) i Artur (Robert Moskwa); Ula (Iga Krefft) i Bartek (Arkadiusz Smoleński); Zofia (Małgorzata Rożniatowska) i Sonia (Barbara Wypych); Patrycja (Alżbeta Lenska), Łukasz (Jakub Józefowicz) i Jerzy (Karol Strasburger); Basia Rogowska (Karina Woźniak), Basia Zduńska (Gabriela Raczyńska) i Ania (Gabriela Świerczyńska); Paweł (Rafał Mroczek) i Franka (Dominika Kachlik); Magda (Anna Mucha) i Andrzej (Krystian Wieczorek); Kinga (Katarzyna Cichopek) i Piotrek (Marcin Mroczek) oraz Iza (Adriana Kalska), Marcin (Mikołaj Roznerski), Maja (Laura Jankowska) i Szymek (Stanisław Szczypiński). Czołówka obowiązywała od 1625. odcinka, wyemitowanego 3 stycznia 2022.
W 2024 odświeżono czołówkę – występują w niej: Barbara (Teresa Lipowska), Marysia (Małgorzata Pieńkowska) i Artur (Robert Moskwa); Basia (Karina Woźniak) i Michał (Igor Pawłowski); Zofia (Małgorzata Rożniatowska), Robert (Krzysztof Tyniec) i ks. Grzegorz (Paweł Janyst); Magda (Anna Mucha) i Andrzej (Krystian Wieczorek); Adam (Jacek Kopczyński), Sylwia (Hanna Turnau), Kamil (Marcin Bosak) i Anita (Melania Grzesiewicz); Paweł (Rafał Mroczek) i Franka (Dominika Kachlik); Aneta (Ilona Janyst) i Olek (Maurycy Popiel); Marcin (Mikołaj Roznerski), Kama (Michalina Sosna-Wilkońska) i Martyna (Magdalena Turczeniewicz) oraz Kinga (Katarzyna Cichopek) i Piotrek (Marcin Mroczek). Nowa wersja obowiązuje od odcinka 1809., wyemitowanego 9 września 2024.

## Emisja w telewizji
Uwaga: tabela zawiera daty odnoszące się wyłącznie do emisji telewizyjnej; w niniejszej sekcji nie uwzględniono ewentualnych prapremier w serwisach internetowych (takich jak np. TVP VOD).
| Sezon telewizyjny | Sezon telewizyjny | Odcinki        | Pierwsza emisja telewizyjna (TVP2) | Pierwsza emisja telewizyjna (TVP2) | Pierwsza emisja telewizyjna (TVP2)                 |
| Sezon telewizyjny | Sezon telewizyjny | Odcinki        | Początek emisji                    | Koniec emisji                      | Pora emisji                                        |
| ----------------- | ----------------- | -------------- | ---------------------------------- | ---------------------------------- | -------------------------------------------------- |
| 1.                | 2000/2001         | 1–29 (29)      | 4 listopada 2000                   | 16 czerwca 2001                    | sobota 16.30                                       |
| 2.                | 2001/2002         | 30–74 (45)     | 11 grudnia 2001                    | 3 stycznia 2002                    | wtorek–czwartek 20.05                              |
| 2.                | 2001/2002         | 30–74 (45)     | 8 stycznia 2002                    | 29 maja 2002                       | wtorek–środa 20.05                                 |
| 3.                | 2002/2003         | 75–150 (76)    | 17 września 2002                   | 10 czerwca 2003                    | wtorek–środa 20.05                                 |
| 4.                | 2003/2004         | 151–242 (92)   | 15 września 2003                   | 7 czerwca 2004                     | poniedziałek–wtorek 20.05 poniedziałek–środa 20.05 |
| 5.                | 2004/2005         | 243–340 (98)   | 13 września 2004                   | 21 czerwca 2005                    | poniedziałek–wtorek 20.05 poniedziałek–środa 20.05 |
| 6.                | 2005/2006         | 341–425 (85)   | 5 września 2005                    | 21 czerwca 2006                    | poniedziałek–wtorek 20.05 poniedziałek–środa 20.05 |
| 7.                | 2006/2007         | 426–507 (82)   | 11 września 2006                   | 19 czerwca 2007                    | poniedziałek–wtorek 20.05 poniedziałek–środa 20.05 |
| 8.                | 2007/2008         | 508–594 (87)   | 3 września 2007                    | 20 września 2007                   | poniedziałek–czwartek 20.05                        |
| 8.                | 2007/2008         | 508–594 (87)   | 24 września 2007                   | 17 października 2007               | poniedziałek–środa 20.05                           |
| 8.                | 2007/2008         | 508–594 (87)   | 22 października 2007               | 17 czerwca 2008                    | poniedziałek–wtorek 20.05                          |
| 9.                | 2008/2009         | 595–675 (81)   | 1 września 2008                    | 16 czerwca 2009                    | poniedziałek–wtorek 20.40                          |
| 10.               | 2009/2010         | 676–754 (79)   | 1 września 2009                    | 8 czerwca 2010                     | poniedziałek–wtorek 20.40                          |
| 11.               | 2010/2011         | 755–843 (89)   | 13 września 2010                   | 24 listopada 2010                  | poniedziałek–środa 20.40                           |
| 11.               | 2010/2011         | 755–843 (89)   | 29 listopada 2010                  | 13 czerwca 2011                    | poniedziałek–wtorek 20.40                          |
| 12.               | 2011/2012         | 844–923 (80)   | 5 września 2011                    | 5 czerwca 2012                     | poniedziałek–wtorek 20.40                          |
| 13.               | 2012/2013         | 924–996 (73)   | 3 września 2012                    | 28 maja 2013                       | poniedziałek–wtorek 20.40                          |
| 14.               | 2013/2014         | 997–1072 (76)  | 3 września 2013                    | 10 czerwca 2014                    | poniedziałek–wtorek 20.40                          |
| 15.               | 2014/2015         | 1073–1151 (79) | 1 września 2014                    | 9 czerwca 2015                     | poniedziałek–wtorek 20.40                          |
| 16.               | 2015/2016         | 1152–1231 (80) | 31 sierpnia 2015                   | 7 czerwca 2016                     | poniedziałek–wtorek 20.40                          |
| 17.               | 2016/2017         | 1232–1306 (75) | 29 sierpnia 2016                   | 30 maja 2017                       | poniedziałek–wtorek 20.40                          |
| 18.               | 2017/2018         | 1307–1377 (71) | 28 sierpnia 2017                   | 29 maja 2018                       | poniedziałek–wtorek 20.55                          |
| 19.               | 2018/2019         | 1378–1451 (74) | 3 września 2018                    | 4 czerwca 2019                     | poniedziałek–wtorek 20.55                          |
| 20.               | 2019/2020         | 1452–1522 (71) | 10 września 2019                   | 26 maja 2020                       | poniedziałek–wtorek 20.55                          |
| 21.               | 2020/2021         | 1523–1594 (72) | 8 września 2020                    | 31 maja 2021                       | poniedziałek–wtorek 20.55                          |
| 22.               | 2021/2022         | 1595–1665 (71) | 6 września 2021                    | 31 maja 2022                       | poniedziałek–wtorek 20.55                          |
| 23.               | 2022/2023         | 1666–1734 (69) | 5 września 2022                    | 23 maja 2023                       | poniedziałek–wtorek 20.55                          |
| 24.               | 2023/2024         | 1735–1808 (74) | 28 sierpnia 2023                   | 21 maja 2024                       | poniedziałek–wtorek 20.55                          |
| 25.               | 2024/2025         | 1809–1871 (63) | 9 września 2024                    | 6 maja 2025                        | poniedziałek–wtorek 20.55                          |
| 26.               | 2025/2026         | 1872–          | 8 września 2025                    | bd.                                | poniedziałek–wtorek 20.55                          |

W 2022 roku powstał bożonarodzeniowy odcinek specjalny zatytułowany „Wigilia u Mostowiaków”. Premierową emisję na antenie TVP2 24 grudnia 2022 roku poprzedziło prapremierowe udostępnienie odcinka w serwisie TVP VOD kilka dni wcześniej. Rok później pokazano kolejny odcinek świąteczny, „Święta z M jak miłość”.

## Odcinki bożonarodzeniowe

### Wigilia u Mostowiaków (2022)[82]
Marek przyjeżdża na święta do Grabiny, sprawiając tym Barbarze radosną niespodziankę. Jest też serdecznie witany przez całą rodzinę. Podczas wigilijnej kolacji bliscy mają dla Mostowiakowej wzruszający prezent od Lenki: plakat ze zdjęciami wszystkich wnuków i prawnuków. Bracia Zduńscy wraz z żonami występują przed rodziną, dając piękny pokaz tańca. Tymczasem Misiek od samego rana wciąż ma „przygody”, a Kisielowa znów rusza do akcji! Seniorka wpada na trop dwóch podejrzanych mikołajów, którzy zbierają w okolicy pieniądze na cel charytatywny. Gdy Zofia próbuje zatrzymać „świętych”, sama trafia z mężem do aresztu.

### Święta zM jak miłość(2023)[83]
Kinga i Piotr urządzają w bistro Wigilię dla potrzebujących i na kilka godzin zostawiają dom oraz młodsze dzieci pod opieką Lenki. Nastolatka wychodzi jednak na spotkanie z chłopakiem i o zajęcie się bliźniaczkami prosi z kolei Miśka. Gdy junior traci na chwilę bliźniaczki z oczu, dziewczynki wymykają się z domu. Po południu na Deszczową zjeżdżają kolejni goście - Barbara, Rogowscy, Marta z Anią, a nawet Kisielowa z Żakiem oraz Werner, by pomóc Zduńskim w przygotowaniu niezapomnianej, rodzinnej Wigilii. Seniorka rodu postanawia wykorzystać magię świąt i zmienia się w swatkę! Mostowiakowa odkrywa bowiem, że Lilka nadal kocha Mateusza, mimo że jest przekonana, iż chłopak nigdy jej nie wybaczy. Barbara uznaje jednak, że tej miłości warto w końcu pomóc.

## Odbiór
M jak miłość niemal od początku emisji jest najpopularniejszym polskim serialem, nazywany w mediach „ulubionym serialem polskich widzów” i najchętniej oglądanym programem telewizyjnym w Polsce.
Według danych AGB Nielsen Media Research, 281. odcinek serialu z 27 grudnia 2004 był najchętniej oglądanym programem telewizyjnym emitowanym w TVP w 2004, a 302. odcinek z 1 marca 2005 osiągnął rekordową widownię ponad 12,5 mln. Mimo spadku oglądalności serialu w kolejnych latach M jak miłość nadal cieszy się dużą popularnością wśród widzów, a poszczególne odcinki w roku 2015 oglądało ponad 5 mln widzów. Serial oglądają głównie kobiety powyżej 45. roku życia zamieszkujące wieś oraz posiadające podstawowe i średnie wykształcenie. 398. odcinek serialu z 27 marca 2006 odnotował rekordowe udziały w widowni telewizyjnej – 70,02 proc. Według danych TNS OBOP z 2007, przynajmniej jeden odcinek serialu od początku jego emisji w 2000 obejrzało ponad 35,1 mln osób (97,2%) powyżej 4. roku życia.
Aktorzy występujący w serialu często reprezentowali ekipę w telewizyjnych programach rozrywkowych, takich jak Familiada, Śpiewające fortepiany, Szansa na sukces, Jaka to melodia?, Kocham cię, Polsko!, Postaw na milion, Tak to leciało!, Cudowne lata i Koło fortuny.

### Adaptacje
W 2005 roku TVP sprzedała prawa do serialu rosyjskiej firmie producenckiej Amedia. Był to pierwszy format serialowy polskiej produkcji, który został sprzedany za granicę. W lutym 2006 roku ruszyły zdjęcia do serialu, którego reżyserem został Aleksander Nazarow. 14 marca 2006 roku Pierwyj kanał wyemitował pierwszy odcinek serialu Lubow kak lubow (Любовь как любовь), opowiadającego o przygodach rodu Tatiany i Płatona Łobowów z Bierieżki. Ostatni, 320. odcinek serialu został wyemitowany 29 czerwca 2007 roku.
We wrześniu 2013 r. na rynku ukazała się powieść pt. „M jak miłość. Początki” autorstwa Marcina Mastalerza, będąca adaptacją literacką pierwszej serii M jak miłość. Część wydarzeń jest tu opowiedziana w formie osobistego pamiętnika Barbary Mostowiak, niektóre wątki zostały uszczegółowione i rozwinięte (np. dokładne okoliczności śmierci rodziców Hanki Mostowiak). Autor wyposażył też postaci w przedserialową przeszłość, sięgającą lat 60. XX wieku.
11 października 2006 roku nakładem wydawnictwa Carisma Entertainment Group ukazał się pierwszy numer czasopisma „M jak miłość”, zawierającego informacje na temat serialu pod redakcją Marka Malarza. Na rynku istniały dwa wydania magazynu: bez płyty i z płytą DVD zawierającą sześć odcinków serialu. Ostatni numer magazynu ukazał się 11 kwietnia 2007 roku, łącznie wydano pierwszych 125 odcinków serialu.

## Oglądalność w telewizji linearnej
| Okres            | Widownia  | Udział | Źródło  |
| ---------------- | --------- | ------ | ------- |
| 1 I – 27 IV 2005 | 11,38 mln | 64,3%  | [ 103 ] |
| 1 I – 27 IV 2006 | 10,57 mln | 60,3%  | [ 103 ] |
| 1 I – 27 IV 2007 | 9,79 mln  | 56,45% | [ 103 ] |
| sezon 2007/2008  | 8,74 mln  | 54,7%  | [ 104 ] |
| sezon 2008/2009  | 8,23 mln  | 50,4%  | [ 104 ] |
| sezon 2009/2010  | 8,33 mln  | 50,4%  | [ 104 ] |
| sezon 2010/2011  | 7,50 mln  | 45,7%  | [ 105 ] |
| sezon 2011/2012  | 7,37 mln  | 45,4%  | [ 106 ] |
| sezon 2012/2013  | 6,75 mln  | 42,5%  | [ 107 ] |
| sezon 2013/2014  | 6,73 mln  | 41,9%  | [ 108 ] |
| sezon 2014/2015  | 6,63 mln  | 40,3%  | [ 109 ] |
| sezon 2015/2016  | 6,44 mln  | 39,7%  | [ 110 ] |
| sezon 2016/2017  | 5,87 mln  | 36,3%  | [ 111 ] |
| sezon 2017/2018  | 5,77 mln  | 37,2%  | [ 112 ] |
| sezon 2018/2019  | 5,32 mln  | 34,6%  | [ 113 ] |
| sezon 2019/2020  | 4,61 mln  | 30,5%  | [ 114 ] |
| sezon 2020/2021  | 3,90 mln  | 27,1%  | [ 115 ] |
| sezon 2021/2022  | 3,43 mln  | 24,9%  | [ 116 ] |
| sezon 2022/2023  | 3,11 mln  | 23,8%  | [ 117 ] |
| sezon 2023/2024  | 2,72 mln  | 22,4%  | [ 118 ] |
| sezon 2024/2025  | 2,60 mln  | 21,6%  |         |

## Gala jubileuszowa
28 maja 2007 roku został wyemitowany 500. odcinek serialu. Dzień wcześniej wyemitowano program złożony z reportaży z planu oraz rozmów z bohaterami i twórcami serialu. Po emisji jubileuszowego odcinka w Auli Politechniki Warszawskiej odbyła się jubileuszowa gala 500 razy M jak miłość, podczas której aktorzy serialu zaśpiewali w duetach z gwiazdami polskiej estrady: Agnieszka Fitkau-Perepeczko z Norbim, Monika Obara z Szymonem Wydrą, Robert Moskwa z Justyną Steczkowską, Anna Mucha z Dodą, Małgorzata Kożuchowska z Andrzejem Piasecznym oraz Rafał i Marcin Mroczkowie z Golec uOrkiestra. Występującym towarzyszyła 24-osobowa orkiestra Grzegorza Piotrowskiego oraz Chór Zespołu Mazowsze. Galę poprowadzili bracia Mroczkowie, a reżyserowała ją Elżbieta Skrętkowska. Reportaż z przygotowań do gali 500 razy M jak miłość pokazano przed emisją 500. odcinka serialu.
25 grudnia 2010 roku z okazji 10. lat serialu odbył się koncert Miłość od pierwszego wejrzenia.
16 września 2013 roku został wyemitowany 1000. odcinek serialu. Z tej okazji 2 września w Teatrze Polskim w Warszawie odbyła się jubileuszowa gala 1000 razy M jak miłość, podczas której wręczono nagrody Kryształowe serce w kategoriach: „Namiętny pocałunek” (Agnieszka i Marcin – Magdalena Walach i Mikołaj Roznerski), „Spektakularna zdrada” (Grażyna i Marek – Bożena Stachura i Kacper Kuszewski), „Najpiękniejsza młoda para” (Kinga i Piotrek – Katarzyna Cichopek i Marcin Mroczek), „Najostrzejsza kłótnia” (Marta, Andrzej i Wiktor – Dominika Ostałowska, Krystian Wieczorek, Piotr Grabowski) oraz „Niespełniona miłość” (Magda i Paweł – Anna Mucha i Rafał Mroczek). Lucjan i Barbara (Witold Pyrkosz i Teresa Lipowska) otrzymali tytuł „Superpary”. Samemu serialowi przyznano natomiast specjalną statuetkę Telekamery – Platynową Telekamerę.
23 listopada 2018 roku z okazji 18. lat serialu w hotelu Marriott w Warszawie odbyła się uroczysta gala.

## Alfabet uczuć
W 2010 roku z okazji 10-lecia serialu powstał 10-odcinkowy program telewizyjny „Alfabet uczuć”, prowadzony przez Conrada Moreno. Program zabierał widzów za kulisy uwielbianego przez miliony Polaków serialu, odkrywając nieznane dotąd fakty i anegdoty.
W programie gwiazdy telenoweli „M jak miłość” dzielili się z widzami swoimi doświadczeniami z planu filmowego. Aktorzy opowiadali o kreowanych przez siebie postaciach, zdradzając sekrety ich rozwoju i ewolucji na przestrzeni lat.
W programie udział wzięli: 
Odcinek 1 - Prolog
Odcinek 2 - Teresa Lipowska i Witold Pyrkosz
Odcinek 3 - Małgorzata Pieńkowska i Robert Moskwa
Odcinek 4 - Przemysław Cypryański i Maciej Jachowski
Odcinek 5 - Małgorzata Kożuchowska i Steffen Möller
Odcinek 6 - Bożena Stachura i Jacek Lenartowicz
Odcinek 7 - Anna Dereszowska i Andrzej Młynarczyk
Odcinek 8 - Anna Mucha i Katarzyna Cichopek
Odcinek 9 - Anna Karczmarczyk i Adrian Żuchewicz
Odcinek 10 - Magdalena Walach i Joanna Koroniewska
Program emitowany był w TVP2, od 16 października 2010 do 8 stycznia 2011 roku.

## Tytuł
Tytuł serialu był już wcześniej wymyślony w sferze kultury; w 1968 emigracyjny twórca Wiktor Budzyński wystawił w Londynie komedię muzyczną pt. M – jak Miłość, w której wystąpił m.in. Henryk Vogelfänger.

## Nagrody i nominacje
| Rok  | Ceremonia       | Kategoria                | Wynik     | Źródło  |
| ---- | --------------- | ------------------------ | --------- | ------- |
| 2002 | Telekamery 2002 | Aktorka                  | Nominacja | [ 125 ] |
| 2002 | Telekamery 2002 | Aktorka                  | Nominacja | [ 125 ] |
| 2003 | Telekamery 2003 | Serial                   | Nominacja | [ 126 ] |
| 2003 | Telekamery 2003 | Aktor                    | Nominacja | [ 126 ] |
| 2003 | Telekamery 2003 | Aktorka                  | Nominacja | [ 126 ] |
| 2004 | Telekamery 2004 | Serial                   | Wygrana   | [ 127 ] |
| 2004 | Telekamery 2004 | Aktor                    | Nominacja | [ 127 ] |
| 2004 | Telekamery 2004 | Aktorka                  | Wygrana   | [ 127 ] |
| 2004 | TeleEkrany 2004 | Ulubiona postać kobieca  | Wygrana   | [ 128 ] |
| 2004 | TeleEkrany 2004 | Ulubiona postać męska    | Nominacja | [ 128 ] |
| 2004 | TeleEkrany 2004 | Polski serial obyczajowy | Wygrana   | [ 128 ] |
| 2005 | Telekamery 2005 | Serial                   | Wygrana   | [ 129 ] |
| 2005 | Telekamery 2005 | Aktor                    | Wygrana   | [ 129 ] |
| 2005 | Telekamery 2005 | Aktorka                  | Wygrana   | [ 129 ] |
| 2006 | Telekamery 2006 | Serial                   | Wygrana   | [ 130 ] |
| 2006 | Telekamery 2006 | Aktor                    | Nominacja | [ 130 ] |
| 2006 | Telekamery 2006 | Aktorka                  | Nominacja | [ 130 ] |
| 2007 | Telekamery 2007 | Aktorka                  | Nominacja | [ 131 ] |
| 2008 | Telekamery 2008 | Aktorka                  | Nominacja | [ 132 ] |
| 2011 | Telekamery 2011 | Aktor                    | Nominacja | [ 133 ] |
| 2011 | Telekamery 2011 | Aktorka                  | Nominacja | [ 133 ] |
| 2013 | Telekamery 2013 | Aktorka                  | Nominacja | [ 134 ] |
| 2013 | Telekamery 2013 | Aktor                    | Nominacja | [ 134 ] |
| 2014 | Telekamery 2014 | Aktor                    | Nominacja | [ 135 ] |
| 2015 | Telekamery 2015 | Aktorka                  | Wygrana   | [ 136 ] |
| 2016 | Telekamery 2016 | Aktorka                  | Wygrana   | [ 137 ] |
| 2017 | Telekamery 2017 | Aktorka                  | Wygrana   | [ 138 ] |
| 2018 | Telekamery 2018 | Aktor                    | Wygrana   | [ 139 ] |
| 2018 | Telekamery 2018 | Aktor                    | Nominacja | [ 139 ] |
| 2019 | Telekamery 2019 | Aktor                    | Wygrana   | [ 140 ] |
| 2020 | Telekamery 2020 | Aktor                    | Wygrana   | [ 141 ] |